# Lijst van Roland Garroswinnaars

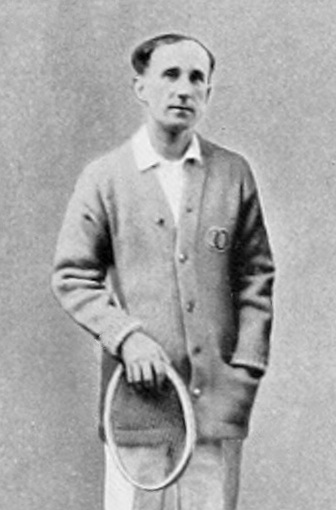
Maurice Germot, winnaar mannenenkelspel op Roland Garros in 1905, 1906 en 1910.

Dit is de Lijst van winnaars van het Roland Garros tennistoernooi sinds 1891, aangevuld met de verliezend finalisten.

## Mannenenkelspel
| Jaar              | Winnaar                                     | Verliezend finalist                         | Uitslag                                     |
| ----------------- | ------------------------------------------- | ------------------------------------------- | ------------------------------------------- |
| 1891              | H. Briggs *                                 | P. Baigneres                                | 6-3, 6-2                                    |
| 1892              | Jean Schopfer *                             | Francis Louis Fassitt                       | 6-2, 1-6, 6-2                               |
| 1893              | Laurent Riboulet *                          | Jean Schopfer                               | 6-3, 6-3                                    |
| 1894              | André Vacherot *                            | Gérard Brosselin                            | 1-6, 6-3, 6-3                               |
| 1895              | André Vacherot *                            | Laurent Riboulet                            | 9-7, 6-2                                    |
| 1896              | André Vacherot *                            | Gérard Brosselin                            | 6-1, 7-5                                    |
| 1897              | Paul Aymé *                                 | Francky Wardan                              | 4-6, 6-4, 6-2                               |
| 1898              | Paul Aymé *                                 | Paul Lebreton                               | 5-7, 6-1, 6-2                               |
| 1899              | Paul Aymé *                                 | Paul Lebreton                               | 9-7, 3-6, 6-3                               |
| 1900              | Paul Aymé *                                 | André Prévost                               | 6-3, 6-0                                    |
| 1901              | André Vacherot *                            | Paul Lebreton                               |                                             |
| 1902              | Michel Vacherot *                           | Max Décugis                                 | 6-4, 6-2                                    |
| 1903              | Max Décugis *                               | André Vacherot                              | 6-3, 6-2                                    |
| 1904              | Max Décugis *                               | André Vacherot                              | 6-1, 9-7, 6-8 6-1                           |
| 1905              | Maurice Germot *                            | André Vacherot                              |                                             |
| 1906              | Maurice Germot *                            | Max Décugis                                 | 5-7, 6-3, 6-4, 1-6, 6-3                     |
| 1907              | Max Décugis *                               | Robert Wallet                               |                                             |
| 1908              | Max Décugis *                               | Maurice Germot                              | 6-2, 6-1, 3-6 10-8                          |
| 1909              | Max Décugis *                               | Maurice Germot                              | 3-6, 2-6, 6-4, 6-4 6-4                      |
| 1910              | Maurice Germot *                            | François Blanchy                            | 6-1, 6-3, 4-6, 6-3                          |
| 1911              | André Gobert *                              | Maurice Germot                              | 6-1, 8-6, 7-5                               |
| 1912              | Max Décugis *                               | André Gobert                                |                                             |
| 1913              | Max Décugis *                               | Georges Gault                               | 6-1, 6-3, 6-4                               |
| 1914              | Max Décugis *                               | Jean Samazeuilh                             | 3-6, 6-1, 6-4, 6-4                          |
| 1915–1919         | Geen toernooi wegens de Eerste Wereldoorlog | Geen toernooi wegens de Eerste Wereldoorlog | Geen toernooi wegens de Eerste Wereldoorlog |
| 1920              | André Gobert *                              | Max Décugis                                 | 6-3, 3-6, 1-6, 6-2, 6-3                     |
| 1921              | Jean Samazeuilh *                           | André Gobert                                | 6-3, 6-3, 2-6, 7-5                          |
| 1922              | Henri Cochet *                              | Jean Samazeuilh                             | 8-6, 6-3, 7-5                               |
| 1923              | François Blanchy *                          | Max Décugis                                 | 1-6, 6-2, 6-0, 6-2                          |
| 1924              | Jean Borotra *                              | René Lacoste                                | 7-5, 6-4, 0-6, 5-7, 6-2                     |
| 1925              | René Lacoste                                | Jean Borotra                                | 7-5, 6-1, 6-4                               |
| 1926              | Henri Cochet                                | René Lacoste                                | 6-2, 6-4, 6-3                               |
| 1927              | René Lacoste                                | Bill Tilden                                 | 6-4, 4-6, 5-7, 6-3 11-9                     |
| 1928              | Henri Cochet                                | René Lacoste                                | 5-7, 6-3, 6-1, 6-3                          |
| 1929              | René Lacoste                                | Jean Borotra                                | 6-3, 2-6, 6-0, 2-6, 8-6                     |
| 1930              | Henri Cochet                                | Bill Tilden                                 | 3-6, 8-6, 6-3, 6-1                          |
| 1931              | Jean Borotra                                | Christian Boussus                           | 2-6, 6-4, 7-5, 6-4                          |
| 1932              | Henri Cochet                                | Giorgo de Stefani                           | 6-0, 6-4, 4-6, 6-3                          |
| 1933              | Jack Crawford                               | Henri Cochet                                | 8-6, 6-1, 6-3                               |
| 1934              | Gottfried von Cramm                         | Jack Crawford                               | 6-4, 7-9 3-6, 7-5, 6-3                      |
| 1935              | Fred Perry                                  | Gottfried von Cramm                         | 6-3, 3-6, 6-1, 6-3                          |
| 1936              | Gottfried von Cramm                         | Fred Perry                                  | 6-0, 2-6, 6-2, 2-6, 6-0                     |
| 1937              | Henner Henkel                               | Bunny Austin                                | 6-1, 6-4, 6-3                               |
| 1938              | Don Budge                                   | Roderik Menzel                              | 6-3, 6-2, 6-4                               |
| 1939              | William McNeill                             | Bobby Riggs                                 | 7-5, 6-0, 6-3                               |
| 1940              | Geen toernooi wegens de Tweede Wereldoorlog | Geen toernooi wegens de Tweede Wereldoorlog | Geen toernooi wegens de Tweede Wereldoorlog |
| 1941              | Bernard Destremau **                        | Robert Ramillon                             | 6-4, 2-6, 6-3, 6-4                          |
| 1942              | Bernard Destremau **                        | Marcel Bernard                              |                                             |
| 1943              | Yvon Petra **                               | Henri Cochet                                |                                             |
| 1944              | Yvon Petra **                               | Henri Cochet                                |                                             |
| 1945              | Yvon Petra **                               | Bernard Destremau                           | 7-5, 6-4, 6-2                               |
| 1946              | Marcel Bernard                              | Jaroslav Drobný                             | 3-6, 2-6, 6-1, 6-4, 6-3                     |
| 1947              | József Asbóth                               | Eric Sturgess                               | 8-6, 7-5, 6-4                               |
| 1948              | Frank Parker                                | Jaroslav Drobný                             | 6-4, 7-5, 5-7, 8-6                          |
| 1949              | Frank Parker                                | Budge Patty                                 | 6-3, 1-6, 6-1, 6-4                          |
| 1950              | Budge Patty                                 | Jaroslav Drobný                             | 6-1, 6-2, 3-6, 5-7, 7-5                     |
| 1951              | Jaroslav Drobný                             | Eric Sturgess                               | 6-3, 6-3 6-3                                |
| 1952              | Jaroslav Drobný                             | Frank Sedgman                               | 6-2, 6-0, 3-6, 6-4                          |
| 1953              | Ken Rosewall                                | Vic Seixas                                  | 6-3, 6-4, 1-6, 6-2                          |
| 1954              | Tony Trabert                                | Art Larsen                                  | 6-4, 7-5, 6-1                               |
| 1955              | Tony Trabert                                | Sven Davidson                               | 2-6, 6-1, 6-4, 6-2                          |
| 1956              | Lew Hoad                                    | Sven Davidson                               | 6-4, 8-6, 6-3                               |
| 1957              | Sven Davidson                               | Herbert Flam                                | 6-3, 6-4, 6-4                               |
| 1958              | Mervyn Rose                                 | Luis Ayala                                  | 6-3, 6-4, 6-4                               |
| 1959              | Nicola Pietrangeli                          | Ian Vermaak                                 | 3-6, 6-3, 6-4, 6-1                          |
| 1960              | Nicola Pietrangeli                          | Luis Ayala                                  | 3-6, 6-3, 6-4, 4-6, 6-3                     |
| 1961              | Manuel Santana                              | Nicola Pietrangeli                          | 4-6, 6-1, 3-6, 6-0, 6-2                     |
| 1962              | Rod Laver                                   | Roy Emerson                                 | 3-6, 2-6, 6-3, 9-7, 6-2                     |
| 1963              | Roy Emerson                                 | Pierre Darmon                               | 3-6, 6-1, 6-4, 6-4                          |
| 1964              | Manuel Santana                              | Nicola Pietrangeli                          | 6-3, 6-1, 4-6, 7-5                          |
| 1965              | Fred Stolle                                 | Tony Roche                                  | 3-6, 6-0, 6-2, 6-3                          |
| 1966              | Tony Roche                                  | István Gulyás                               | 6-1, 6-4, 7-5                               |
| 1967              | Roy Emerson                                 | Tony Roche                                  | 6-1, 6-4, 2-6, 6-2                          |
| ↓ open tijdperk ↓ |                                             |                                             |                                             |
| 1968              | Ken Rosewall                                | Rod Laver                                   | 6-3, 6-1, 2-6, 6-2                          |
| 1969              | Rod Laver                                   | Ken Rosewall                                | 6-4, 6-3, 6-4                               |
| 1970              | Jan Kodeš                                   | Željko Franulović                           | 6-2, 6-4, 6-0                               |
| 1971              | Jan Kodeš                                   | Ilie Năstase                                | 8-6, 6-2, 2-6, 7-5                          |
| 1972              | Andrés Gimeno                               | Patrick Proisy                              | 4-6, 6-3, 6-1, 6-1                          |
| 1973              | Ilie Năstase                                | Niki Pilic                                  | 6-3, 6-3 6-0                                |
| 1974              | Björn Borg                                  | Manuel Orantes                              | 2-6, 6-7, 6-0, 6-1, 6-1                     |
| 1975              | Björn Borg                                  | Guillermo Vilas                             | 6-2, 6-3, 6-4                               |
| 1976              | Adriano Panatta                             | Harold Solomon                              | 6-1, 6-4, 4-6, 7-6                          |
| 1977              | Guillermo Vilas                             | Brian Gottfried                             | 6-0, 6-3, 6-0                               |
| 1978              | Björn Borg                                  | Guillermo Vilas                             | 6-1, 6-1, 6-3                               |
| 1979              | Björn Borg                                  | Víctor Pecci                                | 6-3, 6-1, 6-7, 6-4                          |
| 1980              | Björn Borg                                  | Vitas Gerulaitis                            | 6-4, 6-1, 6-2                               |
| 1981              | Björn Borg                                  | Ivan Lendl                                  | 6-1, 4-6, 6-2, 3-6, 6-1                     |
| 1982              | Mats Wilander                               | Guillermo Vilas                             | 1-6, 7-6, 6-0, 6-4                          |
| 1983              | Yannick Noah                                | Mats Wilander                               | 6-2, 7-5, 7-6                               |
| 1984              | Ivan Lendl                                  | John McEnroe                                | 3-6, 2-6, 6-4, 7-5, 7-5                     |
| 1985              | Mats Wilander                               | Ivan Lendl                                  | 3-6, 6-4, 6-2, 6-2                          |
| 1986              | Ivan Lendl                                  | Mikael Pernfors                             | 6-3, 6-2, 6-4                               |
| 1987              | Ivan Lendl                                  | Mats Wilander                               | 7-5, 6-2, 3-6, 7-6                          |
| 1988              | Mats Wilander                               | Henri Leconte                               | 7-5, 6-2, 6-1                               |
| 1989              | Michael Chang                               | Stefan Edberg                               | 6-1, 3-6, 4-6, 6-4, 6-2                     |
| 1990              | Andrés Gómez                                | Andre Agassi                                | 6-3, 2-6, 6-4, 6-4                          |
| 1991              | Jim Courier                                 | Andre Agassi                                | 3-6, 6-4, 2-6, 6-1, 6-4                     |
| 1992              | Jim Courier                                 | Petr Korda                                  | 7-5, 6-2, 6-1                               |
| 1993              | Sergi Bruguera                              | Jim Courier                                 | 6-4, 2-6, 6-2, 3-6, 6-3                     |
| 1994              | Sergi Bruguera                              | Alberto Berasategui                         | 6-3, 7-5, 2-6, 6-1                          |
| 1995              | Thomas Muster                               | Michael Chang                               | 7-5, 6-2, 6-4                               |
| 1996              | Jevgeni Kafelnikov                          | Michael Stich                               | 7-6, 7-5, 7-6                               |
| 1997              | Gustavo Kuerten                             | Sergi Bruguera                              | 6-3, 6-4, 6-2                               |
| 1998              | Carlos Moyá                                 | Àlex Corretja                               | 6-3, 7-5, 6-3                               |
| 1999              | Andre Agassi                                | Andrej Medvedev                             | 1-6, 2-6, 6-4, 6-3, 6-4                     |
| 2000              | Gustavo Kuerten                             | Magnus Norman                               | 6-2, 6-3, 2-6, 7-6                          |
| 2001              | Gustavo Kuerten                             | Àlex Corretja                               | 6-7, 7-5, 6-2, 6-0                          |
| 2002              | Albert Costa                                | Juan Carlos Ferrero                         | 6-1, 6-0, 4-6, 6-3                          |
| 2003              | Juan Carlos Ferrero                         | Martin Verkerk                              | 6-1, 6-3, 6-2                               |
| 2004              | Gastón Gaudio                               | Guillermo Coria                             | 0-6, 3-6, 6-4, 6-2, 8-6                     |
| 2005              | Rafael Nadal                                | Mariano Puerta                              | 6-7, 6-3, 6-1, 7-5                          |
| 2006              | Rafael Nadal                                | Roger Federer                               | 1-6, 6-1, 6-4, 7-6                          |
| 2007              | Rafael Nadal                                | Roger Federer                               | 6-3, 4-6, 6-3, 6-4                          |
| 2008              | Rafael Nadal                                | Roger Federer                               | 6-1, 6-3, 6-0                               |
| 2009              | Roger Federer                               | Robin Söderling                             | 6-1, 7-6, 6-4                               |
| 2010              | Rafael Nadal                                | Robin Söderling                             | 6-4, 6-2, 6-4                               |
| 2011              | Rafael Nadal                                | Roger Federer                               | 7-5, 7-6, 5-7, 6-1                          |
| 2012              | Rafael Nadal                                | Novak Đoković                               | 6-4, 6-3, 2-6, 7-5                          |
| 2013              | Rafael Nadal                                | David Ferrer                                | 6-3, 6-2, 6-3                               |
| 2014              | Rafael Nadal                                | Novak Đoković                               | 3-6, 7-5, 6-2, 6-4                          |
| 2015              | Stanislas Wawrinka                          | Novak Đoković                               | 4-6, 6-4, 6-3, 6-4                          |
| 2016              | Novak Đoković                               | Andy Murray                                 | 3-6, 6-1, 6-2, 6-4                          |
| 2017              | Rafael Nadal                                | Stanislas Wawrinka                          | 6-2, 6-3, 6-1                               |
| 2018              | Rafael Nadal                                | Dominic Thiem                               | 6-4, 6-3, 6-2                               |
| 2019              | Rafael Nadal                                | Dominic Thiem                               | 6-3, 5-7, 6-1, 6-1                          |
| 2020              | Rafael Nadal                                | Novak Đoković                               | 6-0, 6-2, 7-5                               |
| 2021              | Novak Đoković                               | Stéfanos Tsitsipás                          | 6-7, 2-6, 6-3, 6-2, 6-4                     |
| 2022              | Rafael Nadal                                | Casper Ruud                                 | 6-3, 6-3, 6-0                               |
| 2023              | Novak Đoković                               | Casper Ruud                                 | 7–6, 6–3, 7–5                               |
| 2024              | Carlos Alcaraz                              | Alexander Zverev                            | 6-3, 2-6, 5-7, 6-1, 6-2                     |
| 2025              | Carlos Alcaraz                              | Jannik Sinner                               | 4-6, 6-7, 6-4, 7-6, 7-6                     |

* Toernooi stond uitsluitend voor Franse clubleden open.
** Uitslagen die door de officiële organisaties niet worden vermeld (tijdens de Tweede Wereldoorlog).

## Vrouwenenkelspel
| Jaar              | Winnares                                    | Verliezend finaliste                        | Uitslag                                     |
| ----------------- | ------------------------------------------- | ------------------------------------------- | ------------------------------------------- |
| 1898              | Adine Masson *                              | P. Girod                                    | 6-3, 6-1                                    |
| 1898              | Adine Masson *                              | was de enige deelneemster                   | geen finale                                 |
| 1899              | Adine Masson *                              | was de enige deelneemster                   | geen finale                                 |
| 1900              | Yvonne Prévost *                            | was de enige deelneemster                   | geen finale                                 |
| 1901              | P. Girod *                                  | Leroux                                      | 6-1, 6-1                                    |
| 1902              | Adine Masson *                              | P. Girod                                    | 6-0, 6-1                                    |
| 1903              | Adine Masson *                              | Kate Gillou                                 | 6-0, 6-8, 6-0                               |
| 1904              | Kate Gillou *                               | Adine Masson                                | niet bekend                                 |
| 1905              | Kate Gillou *                               | Yvonne de Pfeffel                           | 6-0, 11-9                                   |
| 1906              | Kate Gillou-Fenwick *                       | Virginia MacVeagh                           | niet bekend                                 |
| 1907              | Comtesse de Kermel *                        | Catherine d'Aliney d'Elva                   | 6-1, opgave                                 |
| 1908              | Kate Gillou-Fenwick *                       | A. Pean                                     | 6-2, 6-2                                    |
| 1909              | Jeanne Matthey *                            | Abeille Villard-Gallay                      | 10-8, 6-4                                   |
| 1910              | Jeanne Matthey *                            | Germaine Golding                            | 1-6, 6-1, 9-7                               |
| 1911              | Jeanne Matthey *                            | Marguerite Broquedis                        | 6-2, 7-5                                    |
| 1912              | Jeanne Matthey *                            | Marie Danet                                 | 6-2, 7-5                                    |
| 1913              | Marguerite Broquedis *                      | Jeanne Matthey                              | 6-3, 6-3                                    |
| 1914              | Marguerite Broquedis *                      | Suzanne Lenglen                             | 5-7, 6-4, 6-3                               |
| 1915–1919         | Geen toernooi wegens de Eerste Wereldoorlog | Geen toernooi wegens de Eerste Wereldoorlog | Geen toernooi wegens de Eerste Wereldoorlog |
| 1920              | Suzanne Lenglen *                           | Marguerite Billout                          | 6-1, 7-5                                    |
| 1921              | Suzanne Lenglen *                           | Germaine Golding                            | walk-over                                   |
| 1922              | Suzanne Lenglen *                           | Germaine Golding                            | 6-4, 6-0                                    |
| 1923              | Suzanne Lenglen *                           | Germaine Golding                            | 6-1, 6-4                                    |
| 1924              | Julie Vlasto *                              | Jeanne Vaussard                             | 6-2, 6-3                                    |
| 1925              | Suzanne Lenglen                             | Kitty McKane                                | 6-1, 6-2                                    |
| 1926              | Suzanne Lenglen                             | Mary Browne                                 | 6-1, 6-0                                    |
| 1927              | Kea Bouman                                  | Irene Peacock                               | 6-2, 6-4                                    |
| 1928              | Helen Wills                                 | Eileen Bennett                              | 6-1, 6-2                                    |
| 1929              | Helen Wills                                 | Simonne Mathieu                             | 6-3, 6-4                                    |
| 1930              | Helen Wills-Moody                           | Helen Hull Jacobs                           | 6-2, 6-1                                    |
| 1931              | Cilly Aussem                                | Betty Nuthall                               | 8-6, 6-1                                    |
| 1932              | Helen Wills-Moody                           | Simonne Mathieu                             | 7-5, 6-1                                    |
| 1933              | Margaret Scriven                            | Simonne Mathieu                             | 6-2, 4-6, 6-4                               |
| 1934              | Margaret Scriven                            | Helen Hull Jacobs                           | 7-5, 4-6, 6-1                               |
| 1935              | Hilde Sperling                              | Simonne Mathieu                             | 6-2, 6-1                                    |
| 1936              | Hilde Sperling                              | Simonne Mathieu                             | 6-3, 6-4                                    |
| 1937              | Hilde Sperling                              | Simonne Mathieu                             | 6-2, 6-4                                    |
| 1938              | Simonne Mathieu                             | Nelly Adamson                               | 6-0, 6-3                                    |
| 1939              | Simonne Mathieu                             | Jadwiga Jędrzejowska                        | 6-3, 8-6                                    |
| 1940              | Geen toernooi wegens de Tweede Wereldoorlog | Geen toernooi wegens de Tweede Wereldoorlog | Geen toernooi wegens de Tweede Wereldoorlog |
| 1941              | Alice Weiwers **                            | Anne-Marie Seghers                          | 6-3, 6-0                                    |
| 1942              | Alice Weiwers **                            | Lolette Payot                               | 6-4, 6-4                                    |
| 1943              | Simone Lafargue **                          | Alice Weiwers                               | 6-1, 7-5                                    |
| 1944              | Raymonde Veber **                           | Jacqueline Patorni                          | 6-4, 9-7                                    |
| 1945              | Lolette Payot **                            | Simone Lafargue                             | 6-3, 6-4                                    |
| 1946              | Margaret Osborne                            | Pauline Betz                                | 1-6, 8-6, 7-5                               |
| 1947              | Patricia Todd                               | Doris Hart                                  | 6-3, 3-6, 6-4                               |
| 1948              | Nelly Landry                                | Shirley Fry                                 | 6-2, 0-6, 6-0                               |
| 1949              | Margaret Osborne-duPont                     | Nelly Landry                                | 7-5, 6-2                                    |
| 1950              | Doris Hart                                  | Patricia Todd                               | 6-4, 4-6, 6-2                               |
| 1951              | Shirley Fry                                 | Doris Hart                                  | 6-3, 3-6, 6-3                               |
| 1952              | Doris Hart                                  | Shirley Fry                                 | 6-4, 6-4                                    |
| 1953              | Maureen Connolly                            | Doris Hart                                  | 6-2, 6-4                                    |
| 1954              | Maureen Connolly                            | Ginette Bucaille                            | 6-4, 6-1                                    |
| 1955              | Angela Mortimer                             | Dorothy Knode                               | 2-6, 7-5, 10-8                              |
| 1956              | Althea Gibson                               | Angela Mortimer                             | 6-0, 12-10                                  |
| 1957              | Shirley Bloomer                             | Dorothy Knode                               | 6-1, 6-3                                    |
| 1958              | Zsuzsa Körmöczy                             | Shirley Bloomer                             | 6-4, 1-6, 6-2                               |
| 1959              | Christine Truman                            | Zsuzsa Körmöczy                             | 6-4, 7-5                                    |
| 1960              | Darlene Hard                                | Yola Ramírez                                | 6-3, 6-4                                    |
| 1961              | Ann Haydon                                  | Yola Ramírez                                | 6-2, 6-1                                    |
| 1962              | Margaret Smith                              | Lesley Turner                               | 6-3, 3-6, 7-5                               |
| 1963              | Lesley Turner                               | Ann Haydon-Jones                            | 2-6, 6-3, 7-5                               |
| 1964              | Margaret Smith                              | Maria Bueno                                 | 5-7, 6-1, 6-2                               |
| 1965              | Lesley Turner                               | Margaret Smith                              | 6-3, 6-4                                    |
| 1966              | Ann Haydon-Jones                            | Nancy Richey                                | 6-3, 6-1                                    |
| 1967              | Françoise Dürr                              | Lesley Turner                               | 4-6, 6-3, 6-4                               |
| ↓ open tijdperk ↓ |                                             |                                             |                                             |
| 1968              | Nancy Richey                                | Ann Haydon-Jones                            | 5-7, 6-4, 6-1                               |
| 1969              | Margaret Court                              | Ann Haydon-Jones                            | 6-1, 4-6, 6-3                               |
| 1970              | Margaret Court                              | Helga Niessen                               | 6-2, 6-4                                    |
| 1971              | Evonne Goolagong                            | Helen Gourlay                               | 6-3, 7-5                                    |
| 1972              | Billy Jean King                             | Evonne Goolagong                            | 6-3, 6-3                                    |
| 1973              | Margaret Court                              | Chris Evert                                 | 6-7, 7-6, 6-4                               |
| 1974              | Chris Evert                                 | Olga Morozova                               | 6-1, 6-2                                    |
| 1975              | Chris Evert                                 | Martina Navrátilová                         | 2-6, 6-2, 6-1                               |
| 1976              | Sue Barker                                  | Renáta Tomanová                             | 6-2, 0-6, 6-2                               |
| 1977              | Mima Jaušovec                               | Florența Mihai                              | 6-2, 6-7, 6-1                               |
| 1978              | Virginia Ruzici                             | Mima Jaušovec                               | 6-2, 6-2                                    |
| 1979              | Chris Evert-Lloyd                           | Wendy Turnbull                              | 6-2, 6-0                                    |
| 1980              | Chris Evert-Lloyd                           | Virginia Ruzici                             | 6-0, 6-3                                    |
| 1981              | Hana Mandlíková                             | Sylvia Hanika                               | 6-2, 6-4                                    |
| 1982              | Martina Navrátilová                         | Andrea Jaeger                               | 7-6, 6-1                                    |
| 1983              | Chris Evert-Lloyd                           | Mima Jaušovec                               | 6-1, 6-2                                    |
| 1984              | Martina Navrátilová                         | Chris Evert-Lloyd                           | 6-3, 6-1                                    |
| 1985              | Chris Evert-Lloyd                           | Martina Navrátilová                         | 6-3, 6-7, 7-5                               |
| 1986              | Chris Evert-Lloyd                           | Martina Navrátilová                         | 2-6, 6-3, 6-3                               |
| 1987              | Steffi Graf                                 | Martina Navrátilová                         | 6-4, 4-6, 8-6                               |
| 1988              | Steffi Graf                                 | Natallja Zverava                            | 6-0, 6-0                                    |
| 1989              | Arantxa Sánchez Vicario                     | Steffi Graf                                 | 7-6, 3-6, 7-5                               |
| 1990              | Monica Seles                                | Steffi Graf                                 | 7-6, 6-4                                    |
| 1991              | Monica Seles                                | Arantxa Sánchez Vicario                     | 6-3, 6-4                                    |
| 1992              | Monica Seles                                | Steffi Graf                                 | 6-2, 3-6, 10-8                              |
| 1993              | Steffi Graf                                 | Mary Joe Fernandez                          | 4-6, 6-2, 6-4                               |
| 1994              | Arantxa Sánchez Vicario                     | Mary Pierce                                 | 6-4, 6-4                                    |
| 1995              | Steffi Graf                                 | Arantxa Sánchez Vicario                     | 7-5, 4-6, 6-0                               |
| 1996              | Steffi Graf                                 | Arantxa Sánchez Vicario                     | 6-3, 6-7, 10-8                              |
| 1997              | Iva Majoli                                  | Martina Hingis                              | 6-4, 6-2                                    |
| 1998              | Arantxa Sánchez Vicario                     | Monica Seles                                | 7-6, 0-6, 6-2                               |
| 1999              | Steffi Graf                                 | Martina Hingis                              | 4-6, 7-5, 6-2                               |
| 2000              | Mary Pierce                                 | Conchita Martínez                           | 6-2, 7-5                                    |
| 2001              | Jennifer Capriati                           | Kim Clijsters                               | 1-6, 6-4, 12-10                             |
| 2002              | Serena Williams                             | Venus Williams                              | 7-5, 6-3                                    |
| 2003              | Justine Henin-Hardenne                      | Kim Clijsters                               | 6-0, 6-4                                    |
| 2004              | Anastasija Myskina                          | Jelena Dementjeva                           | 6-1, 6-2                                    |
| 2005              | Justine Henin-Hardenne                      | Mary Pierce                                 | 6-1, 6-2                                    |
| 2006              | Justine Henin-Hardenne                      | Svetlana Koeznetsova                        | 6-4, 6-4                                    |
| 2007              | Justine Henin                               | Ana Ivanović                                | 6-1, 6-2                                    |
| 2008              | Ana Ivanović                                | Dinara Safina                               | 6-4, 6-3                                    |
| 2009              | Svetlana Koeznetsova                        | Dinara Safina                               | 6-4, 6-2                                    |
| 2010              | Francesca Schiavone                         | Samantha Stosur                             | 6-4, 7-6                                    |
| 2011              | Li Na                                       | Francesca Schiavone                         | 6-4, 7-6                                    |
| 2012              | Maria Sjarapova                             | Sara Errani                                 | 6-3, 6-2                                    |
| 2013              | Serena Williams                             | Maria Sjarapova                             | 6-4, 6-4                                    |
| 2014              | Maria Sjarapova                             | Simona Halep                                | 6-4, 6-7, 6-4                               |
| 2015              | Serena Williams                             | Lucie Šafářová                              | 6-3, 6-7, 6-2                               |
| 2016              | Garbiñe Muguruza                            | Serena Williams                             | 7-5, 6-4                                    |
| 2017              | Jeļena Ostapenko                            | Simona Halep                                | 4-6, 6-4, 6-3                               |
| 2018              | Simona Halep                                | Sloane Stephens                             | 3-6, 6-4, 6-1                               |
| 2019              | Ashleigh Barty                              | Markéta Vondroušová                         | 6-1, 6-3                                    |
| 2020              | Iga Świątek                                 | Sofia Kenin                                 | 6-4, 6-1                                    |
| 2021              | Barbora Krejčíková                          | Anastasija Pavljoetsjenkova                 | 6-1, 2-6, 6-4                               |
| 2022              | Iga Świątek                                 | Cori Gauff                                  | 6-1, 6-3                                    |
| 2023              | Iga Świątek                                 | Karolína Muchová                            | 6-2, 5-7, 6-4                               |
| 2024              | Iga Świątek                                 | Jasmine Paolini                             | 6-2, 6-1                                    |
| 2025              | Cori Gauff                                  | Aryna Sabalenka                             | 6-7, 6-2, 6-4                               |

* Toernooi stond uitsluitend voor Franse clubleden open.
** Uitslagen die door de officiële organisaties niet worden vermeld (tijdens de Tweede Wereldoorlog).

## Mannendubbelspel
| Jaar              | Winnaar                                     | Verliezend finalist                         | Uitslag                                     |
| ----------------- | ------------------------------------------- | ------------------------------------------- | ------------------------------------------- |
| 1891              | B. Desjoyau T. Legrand *                    | Cucheval-Clarigny Boulanger                 |                                             |
| 1892              | Diaz-Albertini J. Havet *                   | Cucheval-Clarigny Carlos de Candamo         |                                             |
| 1893              | Jean Schopfer J. Goldsmith *                | G. Hetley Ortmans                           | 6-4, 4-6, 6-2                               |
| 1894              | Georges Brosselin J. Lesage *               | G. Hetley Robinson                          | 6-4, 2-6, 6-2                               |
| 1895              | André Vacherot Christian Winzer *           | Paul Lebreton Paul Lecaron                  | 6-2, 6-1                                    |
| 1896              | Archibald Warden Wynes *                    | André Vacherot Marcel Vacherot              | 6-4, 8-6                                    |
| 1897              | Paul Aymé Paul Lebreton *                   | Archibald Warden Longchamps                 | 6-3, 6-0                                    |
| 1898              | Marcel Vacherot Xenofón Kásdaglis *         |                                             |                                             |
| 1899              | Paul Aymé Paul Lebreton *                   |                                             |                                             |
| 1900              | Paul Aymé Paul Lebreton *                   |                                             |                                             |
| 1901              | André Vacherot Marcel Vacherot *            | Paul Lebreton Paul Lecaron                  | 6-4, 6-4                                    |
| 1902              | Max Decugis Jacques Worth *                 | André Vacherot Marcel Vacherot              | 6-4, 4-6, 6-3                               |
| 1903              | Max Decugis Maurice Germot *                | André Vacherot Marcel Vacherot              | 8-6, 6-4, opgave                            |
| 1904              | Max Decugis Jacques Worth *                 |                                             |                                             |
| 1905              | Max Decugis Maurice Germot *                |                                             |                                             |
| 1906              | Max Decugis Maurice Germot *                |                                             |                                             |
| 1907              | Max Decugis Maurice Germot *                | G. Siry Robert Wallet                       | 6-3, 6-4, 6-3                               |
| 1908              | Max Decugis Maurice Germot *                | Micard Béjot                                | 6-0, 6-4, 6-4                               |
| 1909              | Max Decugis Maurice Germot *                |                                             |                                             |
| 1910              | Marcel Dupont Maurice Germot *              |                                             |                                             |
| 1911              | Max Decugis Maurice Germot *                | André Gobert William Laurentz               | 6-3, 6-4, 7-5                               |
| 1912              | Max Decugis Maurice Germot *                |                                             |                                             |
| 1913              | Max Decugis Maurice Germot *                |                                             | 6-4, 2-6, 6-2, 6-8, 6-2                     |
| 1914              | Max Decugis Maurice Germot *                | Ludwig von Salm William Laurentz            | 6-4, 6-4, 4-6, 4-6, 6-4                     |
| 1915–1919         | Geen toernooi wegens de Eerste Wereldoorlog | Geen toernooi wegens de Eerste Wereldoorlog | Geen toernooi wegens de Eerste Wereldoorlog |
| 1920              | Max Decugis Maurice Germot *                | Jacques Brugnon Marcel Dupont               | 6-3, 6-4, 6-3                               |
| 1921              | André Gobert William Laurentz *             | Max Decugis Maurice Germot                  | 7-5, 6-3, 6-4                               |
| 1922              | Jacques Brugnon Marcel Dupont *             | André Gobert Jean Couiteas                  | 6-1, 6-4, 6-3                               |
| 1923              | Jean Samazeuilh Jean-François Blanchy *     | René Lacoste Henri Cochet                   | 6-8, 6-1, 6-4, 3-6, 6-3                     |
| 1924              | Jean Borotra René Lacoste *                 | Henri Cochet Jean Samazeuilh                |                                             |
| 1925              | Jean Borotra René Lacoste                   | Henri Cochet Jacques Brugnon                | 7-5, 4-6, 6-3, 2-6, 6-3                     |
| 1926              | Vincent Richards Howard Kinsey              | Henri Cochet Jacques Brugnon                | 6-4, 6-1, 4-6, 6-4                          |
| 1927              | Henri Cochet Jacques Brugnon                | Jean Borotra René Lacoste                   | 2-6, 6-2, 6-0, 1-6, 6-4                     |
| 1928              | Jean Borotra Jacques Brugnon                | Henri Cochet Jean de Buzelet                | 6-4, 3-6, 6-2, 3-6, 6-4                     |
| 1929              | René Lacoste Jean Borotra                   | Henri Cochet Jacques Brugnon                | 6-3, 3-6, 6-3, 3-6, 8-6                     |
| 1930              | Henri Cochet Jacques Brugnon                | Harry Hopman Jim Willard                    | 6-3, 9-7, 6-3                               |
| 1931              | George Lott John Van Ryn                    | Vernon Kirby Norman Farquharson             | 6-4, 6-3, 6-4                               |
| 1932              | Henri Cochet Jacques Brugnon                | Christian Boussus Marcel Bernard            | 6-4, 3-6, 7-5, 6-3                          |
| 1933              | Pat Hughes Fred Perry                       | Vivian McGrath Adrian Quist                 | 6-2, 6-4, 2-6, 7-5                          |
| 1934              | Jean Borotra Jacques Brugnon                | Jack Crawford Vivian McGrath                | 11-9, 6-3, 2-6, 4-6, 9-7                    |
| 1935              | Jack Crawford Adrian Quist                  | Vivian McGrath Don Turnbull                 | 6-1, 6-4, 6-2                               |
| 1936              | Jean Borotra Marcel Bernard                 | Pat Hughes Raymond Tuckey                   | 6-2, 3-6, 9-7, 6-1                          |
| 1937              | Gottfried von Cramm Henner Henkel           | Norman Farquharson Vernon Kirby             | 6-4, 7-5, 3-6, 6-1                          |
| 1938              | Bernard Destremau Yvon Petra                | Don Budge Gene Mako                         | 3-6, 6-3, 9-7, 6-1                          |
| 1939              | Don McNeill Charles Harris                  | Jean Borotra Jacques Brugnon                | 4-6, 6-4, 6-0, 2-6, 10-8                    |
| 1940–1945         | Geen toernooi wegens de Tweede Wereldoorlog | Geen toernooi wegens de Tweede Wereldoorlog | Geen toernooi wegens de Tweede Wereldoorlog |
| 1946              | Marcel Bernard Yvon Petra                   | Enrique Morea Pancho Segura                 | 7-5, 6-3, 0-6, 1-6, 10-8                    |
| 1947              | Eustace Fannin Eric Sturgess                | Tom Brown Bill Sidwell                      | 6-4, 4-6, 6-4, 6-3                          |
| 1948              | Lennart Bergelin Jaroslav Drobný            | Harry Hopman Frank Sedgman                  | 8-6, 6-1, 12-10                             |
| 1949              | Pancho Gonzales Frank Parker                | Eustace Fannin Eric Sturgess                | 6-3, 8-6, 5-7, 6-3                          |
| 1950              | Bill Talbert Tony Trabert                   | Jaroslav Drobný Eric Sturgess               | 6-2, 1-6, 10-8, 6-2                         |
| 1951              | Ken McGregor Frank Sedgman                  | Gardnar Mulloy Dick Savitt                  | 6-2, 2-6, 9-7, 7-5                          |
| 1952              | Ken McGregor Frank Sedgman                  | Gardnar Mulloy Dick Savitt                  | 6-3, 6-4, 6-4                               |
| 1953              | Lew Hoad Ken Rosewall                       | Mervyn Rose Clive Wilderspin                | 6-2, 6-1, 6-1                               |
| 1954              | Vic Seixas Tony Trabert                     | Lew Hoad Ken Rosewall                       | 6-4, 6-2, 6-1                               |
| 1955              | Vic Seixas Tony Trabert                     | Nicola Pietrangeli Orlando Sirola           | 6-1, 4-6, 6-2, 6-4                          |
| 1956              | Don Candy Bob Perry                         | Ashley Cooper Lew Hoad                      | 7-5, 6-3, 6-3                               |
| 1957              | Malcolm Anderson Ashley Cooper              | Don Candy Mervyn Rose                       | 6-3, 6-0, 6-3                               |
| 1958              | Ashley Cooper Neale Fraser                  | Robert Howe Abe Segal                       | 3-6, 8-6, 6-3, 7-5                          |
| 1959              | Nicola Pietrangeli Orlando Sirola           | Roy Emerson Neale Fraser                    | 6-3, 6-2, 14-12                             |
| 1960              | Roy Emerson Neale Fraser                    | José Luis Arilla Andrés Gimeno              | 6-2, 8-10, 7-5, 6-4                         |
| 1961              | Roy Emerson Rod Laver                       | Robert Howe Bob Mark                        | 3-6, 6-1, 6-1, 6-4                          |
| 1962              | Roy Emerson Neale Fraser                    | Wilhelm Bungert Christian Kuhnke            | 6-3, 6-4, 7-5                               |
| 1963              | Roy Emerson Manuel Santana                  | Gordon Forbes Abe Segal                     | 6-2, 6-4, 6-4                               |
| 1964              | Roy Emerson Ken Fletcher                    | John Newcombe Tony Roche                    | 7-5, 6-3, 3-6, 7-5                          |
| 1965              | Roy Emerson Fred Stolle                     | Ken Fletcher Bob Hewitt                     | 6-8, 6-3, 8-6, 6-2                          |
| 1966              | Clark Graebner Dennis Ralston               | Ilie Năstase Ion Ţiriac                     | 6-3, 6-3, 6-0                               |
| 1967              | John Newcombe Tony Roche                    | Roy Emerson Ken Fletcher                    | 6-3, 9-7, 12-10                             |
| ↓ open tijdperk ↓ |                                             |                                             |                                             |
| 1968              | Ken Rosewall Fred Stolle                    | Roy Emerson Rod Laver                       | 6-3, 6-4, 6-3                               |
| 1969              | John Newcombe Tony Roche                    | Roy Emerson Rod Laver                       | 4-6, 6-1, 3-6, 6-4, 6-4                     |
| 1970              | Ilie Năstase Ion Ţiriac                     | Arthur Ashe Charlie Pasarell                | 6-2, 6-4, 6-3                               |
| 1971              | Arthur Ashe Marty Riessen                   | Tom Gorman Stan Smith                       | 6-8, 4-6, 6-3, 6-4, 11-9                    |
| 1972              | Bob Hewitt Frew McMillan                    | Patricio Cornejo Jaime Fillol               | 6-3, 8-6, 3-6, 6-1                          |
| 1973              | John Newcombe Tom Okker                     | Jimmy Connors Ilie Năstase                  | 6-1, 3-6, 6-3, 5-7, 6-4                     |
| 1974              | Dick Crealy Onny Parun                      | Bob Lutz Stan Smith                         | 6-3, 6-2, 3-6, 5-7, 6-1                     |
| 1975              | Brian Gottfried Raúl Ramírez                | John Alexander Phil Dent                    | 6-2, 2-6, 6-2, 6-4                          |
| 1976              | Fred McNair Sherwood Stewart                | Brian Gottfried Raúl Ramírez                | 7-6, 6-3, 6-1                               |
| 1977              | Brian Gottfried Raúl Ramírez                | Wojtek Fibak Jan Kodeš                      | 7-6, 4-6, 6-3, 6-4                          |
| 1978              | Gene Mayer Hank Pfister                     | José Higueras Manuel Orantes                | 6-3, 6-2, 6-2                               |
| 1979              | Gene Mayer Sandy Mayer                      | Ross Case Phil Dent                         | 6-4, 6-4, 6-4                               |
| 1980              | Victor Amaya Hank Pfister                   | Brian Gottfried Raúl Ramírez                | 1-6, 6-4, 6-4, 6-3                          |
| 1981              | Heinz Günthardt Balázs Taróczy              | Terry Moor Eliot Teltscher                  | 6-2, 7-6, 6-3                               |
| 1982              | Sherwood Stewart Ferdi Taygan               | Hans Gildemeister Belus Prajoux             | 7-5, 6-3, 1-1, opg.                         |
| 1983              | Anders Järryd Hans Simonsson                | Mark Edmondson Sherwood Stewart             | 7-6, 6-4, 6-2                               |
| 1984              | Henri Leconte Yannick Noah                  | Pavel Složil Tomáš Šmíd                     | 6-4, 2-6, 3-6, 6-3, 6-2                     |
| 1985              | Mark Edmondson Kim Warwick                  | Shlomo Glickstein Hans Simonsson            | 6-3, 6-4, 6-7, 6-3                          |
| 1986              | John Fitzgerald Tomáš Šmíd                  | Stefan Edberg Anders Järryd                 | 6-3, 4-6, 6-3, 6-7, 14-12                   |
| 1987              | Anders Järryd Robert Seguso                 | Guy Forget Yannick Noah                     | 6-7, 6-7, 6-3, 6-4, 6-2                     |
| 1988              | Andrés Gómez Emilio Sánchez                 | John Fitzgerald Anders Järryd               | 6-3, 6-7, 6-4, 6-3                          |
| 1989              | Jim Grabb Patrick McEnroe                   | Mansour Bahrami Éric Winogradsky            | 6-4, 2-6, 6-4, 7-6                          |
| 1990              | Sergio Casal Emilio Sánchez                 | Goran Ivanišević Petr Korda                 | 7-5, 6-3                                    |
| 1991              | John Fitzgerald Anders Järryd               | Rick Leach Jim Pugh                         | 6-0, 7-6                                    |
| 1992              | Jakob Hlasek Marc Rosset                    | David Adams Andrej Olchovski                | 7-6, 6-7, 7-5                               |
| 1993              | Luke Jensen Murphy Jensen                   | Marc-Kevin Goellner David Prinosil          | 6-4, 6-7, 6-4                               |
| 1994              | Byron Black Jonathan Stark                  | Jan Apell Jonas Björkman                    | 6-4, 7-6                                    |
| 1999              | Jacco Eltingh Paul Haarhuis                 | Nicklas Kulti Magnus Larsson                | 6-7, 6-4, 6-1                               |
| 1998              | Jevgeni Kafelnikov Daniel Vacek             | Guy Forget Jakob Hlasek                     | 6-2, 6-3                                    |
| 1997              | Jevgeni Kafelnikov Daniel Vacek             | Todd Woodbridge Mark Woodforde              | 7-6, 4-6, 6-3                               |
| 1998              | Jacco Eltingh Paul Haarhuis                 | Mark Knowles Daniel Nestor                  | 6-3, 3-6, 6-3                               |
| 1999              | Mahesh Bhupathi Leander Paes                | Goran Ivanišević Jeff Tarango               | 6-2, 7-5                                    |
| 2000              | Todd Woodbridge Mark Woodforde              | Paul Haarhuis Sandon Stolle                 | 7-6, 6-4                                    |
| 2001              | Mahesh Bhupathi Leander Paes                | Petr Pála Pavel Vízner                      | 7-6, 6-3                                    |
| 2002              | Paul Haarhuis Jevgeni Kafelnikov            | Mark Knowles Daniel Nestor                  | 7-5, 6-4                                    |
| 2003              | Bob Bryan Mike Bryan                        | Paul Haarhuis Jevgeni Kafelnikov            | 7-6, 6-3                                    |
| 2004              | Xavier Malisse Olivier Rochus               | Michaël Llodra Fabrice Santoro              | 7-5, 7-5                                    |
| 2005              | Jonas Björkman Maks Mirni                   | Bob Bryan Mike Bryan                        | 2-6, 6-1, 6-4                               |
| 2006              | Jonas Björkman Maks Mirni                   | Bob Bryan Mike Bryan                        | 6-7, 6-4, 7-5                               |
| 2007              | Mark Knowles Daniel Nestor                  | Lukáš Dlouhý Pavel Vízner                   | 2-6, 6-3, 6-4                               |
| 2008              | Pablo Cuevas Luis Horna                     | Daniel Nestor Nenad Zimonjić                | 6-2, 6-3                                    |
| 2009              | Lukáš Dlouhý Leander Paes                   | Wesley Moodie Dick Norman                   | 3-6, 6-3, 6-2                               |
| 2010              | Daniel Nestor Nenad Zimonjić                | Lukáš Dlouhý Leander Paes                   | 7-5, 6-2                                    |
| 2011              | Maks Mirni Daniel Nestor                    | Juan Sebastián Cabal Eduardo Schwank        | 7-6, 3-6, 6-4                               |
| 2012              | Maks Mirni Daniel Nestor                    | Bob Bryan Mike Bryan                        | 6-4, 6-4                                    |
| 2013              | Bob Bryan Mike Bryan                        | Michaël Llodra Nicolas Mahut                | 6-4, 4-6, 7-6                               |
| 2014              | Julien Benneteau Édouard Roger-Vasselin     | Marcel Granollers Marc López                | 6-3, 7-6                                    |
| 2015              | Ivan Dodig Marcelo Melo                     | Bob Bryan Mike Bryan                        | 6-7, 7-6, 7-5                               |
| 2016              | Feliciano López Marc López                  | Bob Bryan Mike Bryan                        | 6-4, 6-7, 6-3                               |
| 2017              | Ryan Harrison Michael Venus                 | Santiago González Donald Young              | 7-6, 6-7, 6-3                               |
| 2018              | Pierre-Hugues Herbert Nicolas Mahut         | Oliver Marach Mate Pavić                    | 6-2, 7-6                                    |
| 2019              | Kevin Krawietz Andreas Mies                 | Jérémy Chardy Fabrice Martin                | 6-2, 7-6                                    |
| 2020              | Kevin Krawietz Andreas Mies                 | Mate Pavić Bruno Soares                     | 6-3, 7-5                                    |
| 2021              | Pierre-Hugues Herbert Nicolas Mahut         | Aleksandr Boeblik Andrej Goloebev           | 4-6, 7-6, 6-4                               |
| 2022              | Marcelo Arévalo Jean-Julien Rojer           | Ivan Dodig Austin Krajicek                  | 6-7, 7-6, 6-3                               |
| 2023              | Ivan Dodig Austin Krajicek                  | Sander Gillé Joran Vliegen                  | 6-3, 6-1                                    |
| 2024              | Marcelo Arévalo Mate Pavić                  | Simone Bolelli Andrea Vavassori             | 7-5, 6-3                                    |
| 2025              | Marcel Granollers Horacio Zeballos          | Joe Salisbury Neal Skupski                  | 6-0, 6-7, 7-5                               |

* Toernooi stond uitsluitend voor Franse clubleden open.

## Vrouwendubbelspel
De Franse nationale tenniskampioenschappen begonnen in 1891, maar het vrouwendubbelspel deed pas in 1907 haar intrede. Tot en met 1924 stond het toernooi uitsluitend open voor personen met de Franse nationaliteit dan wel permanente inwoners van Frankrijk. Met ingang van 1925 werden de Franse tenniskampioenschappen een internationaal evenement dat open stond voor spelers van alle nationaliteiten. Drie jaar later (1928) werd het tennispark van Roland Garros in gebruik genomen. Met ingang van het open tijdperk (1968) werd het toernooi "Open Franse tenniskampioenschappen" genoemd.
| Jaar              | Winnaressen                                    | Verliezend finalistes                        | Uitslag                                     |
| ----------------- | ---------------------------------------------- | -------------------------------------------- | ------------------------------------------- |
| 1907              | Adine Masson Yvonne de Pfoeffel *              |                                              |                                             |
| 1908              | Kate Fenwick Cecile Matthey *                  |                                              |                                             |
| 1909              | Jeanne Matthey Daisy Speranza *                |                                              |                                             |
| 1910              | Jeanne Matthey Daisy Speranza *                |                                              |                                             |
| 1911              | Jeanne Matthey Daisy Speranza *                |                                              |                                             |
| 1912              | Jeanne Matthey Daisy Speranza *                |                                              |                                             |
| 1913              | Blanche Amblard Suzanne Amblard *              |                                              |                                             |
| 1914              | Blanche Amblard Suzanne Amblard *              | Germaine Golding Suzanne Lenglen             | 6-4, 8-6                                    |
| 1915–1919         | Geen toernooi wegens de Eerste Wereldoorlog    | Geen toernooi wegens de Eerste Wereldoorlog  | Geen toernooi wegens de Eerste Wereldoorlog |
| 1920              | Elisabeth d'Ayen Suzanne Lenglen *             | Germaine Golding Jeanne Vaussard             | 6-1, 6-1                                    |
| 1921              | Suzanne Lenglen Geramine Pigueron *            | Marguerite Billout Suzanne Deve              | 6-2, 6-1                                    |
| 1922              | Suzanne Lenglen Geramine Pigueron *            | Marie Conquet Marie Danet                    | 6-3, 6-1                                    |
| 1923              | Suzanne Lenglen Julie Vlasto *                 | Helene Contostavlos Speranza Wyns            | 6-1, 6-0                                    |
| 1924              | Marguerite Broquedis Yvonne Bourgeois *        | Germaine Golding Jeanne Vaussard             | 6-3, 6-3                                    |
| 1925              | Suzanne Lenglen Julie Vlasto                   | Evelyn Colyer Kitty McKane                   | 6-1, 9-11, 6-2                              |
| 1926              | Suzanne Lenglen Julie Vlasto                   | Evelyn Colyer Kitty McKane Godfree           | 6-1, 6-1                                    |
| 1927              | Irene Bowder-Peacock Bobbie Heine              | Peggy Saunders Phoebe Holcroft-Watson        | 6-2, 6-1                                    |
| 1928              | Phoebe Holcroft-Watson Eileen Bennett          | Suzanee Deve Sylvia Lafaurie                 | 6-0, 6-2                                    |
| 1929              | Lili de Alvarez Kea Bouman                     | Bobbie Heine Alida Neave                     | 7-5, 6-3                                    |
| 1930              | Helen Wills-Moody Elizabeth Ryan               | Simone Barbier Simonne Mathieu               | 6-3, 6-1                                    |
| 1931              | Eileen Bennett-Whittingstall Betty Nuthall     | Cilly Aussem Elizabeth Ryan                  | 9-7, 6-2                                    |
| 1932              | Helen Wills-Moody Elizabeth Ryan               | Betty Nuthall Eileen Bennett-Whittingstall   | 6-1, 6-3                                    |
| 1933              | Simonne Mathieu Elizabeth Ryan                 | Sylvie Jung-Henrotin Colette Rosambert       | 6-1, 6-3                                    |
| 1934              | Simonne Mathieu Elizabeth Ryan                 | Helen Hull Jacobs Sarah Palfrey Fabyan       | 3-6, 6-4, 6-2                               |
| 1935              | Margaret Scriven-Vivian Kay Stammers           | Ida Adamoff Hilde Krahwinkel-Sperling        | 6-4, 6-0                                    |
| 1936              | Simonne Mathieu Billie Yorke                   | Susan Noel Jadwiga Jędrzejowska              | 2-6, 6-4, 6-4                               |
| 1937              | Simonne Mathieu Billie Yorke                   | Dorothy Andrus Sylvie Jung-Henrotin          | 3-6, 6-2, 6-2                               |
| 1938              | Simonne Mathieu Billie Yorke                   | Arlette Halff Nelly Adamson                  | 6-3, 6-3                                    |
| 1939              | Simonne Mathieu Jadwiga Jędrzejowska           | Alice Florian Hella Kovac                    | 7-5, 7-5                                    |
| 1940              | Geen toernooi wegens de Tweede Wereldoorlog    | Geen toernooi wegens de Tweede Wereldoorlog  | Geen toernooi wegens de Tweede Wereldoorlog |
| 1941              | Cosette St. Omer Roy ** Alice Weiwers          | Aimee Charpenal Jacqueline Vivers            | 6-3, 6-4                                    |
| 1942              | Cosette St. Omer Roy ** Alice Weiwers          | Yvonne Kleindel Paulette Melleno             | 6-3, 2-6, 6-2                               |
| 1943              | Cosette St. Omer Roy ** Alice Weiwers          | Genevieve Grosbois Mme Claude Manescau       | 3-6, 9-7, 7-5                               |
| 1944              | Genevieve Grosbois ** Mme Claude Manescau      | Henriëtte Morel-Deville Jacqueline Marcellin | 6-0, 2-6, 6-2                               |
| 1945              | Paulette Fritz Simone Lafargue **              | Simonne Mathieu Myrtil Brunnarius            | 6-3, 6-1                                    |
| 1946              | Louise Brough Margaret Osborne                 | Pauline Betz Doris Hart                      | 6-4, 0-6, 6-1                               |
| 1947              | Louise Brough Margaret Osborne-duPont          | Doris Hart Patricia Canning-Todd             | 7-5, 6-2                                    |
| 1948              | Doris Hart Patricia Canning-Todd               | Shirley Fry Mary Arnold Prentiss             | 6-4, 6-2                                    |
| 1949              | Margaret Osborne-duPont Louise Brough          | Joy Gannon Betty Hilton                      | 7-5, 6-1                                    |
| 1950              | Shirley Fry Doris Hart                         | Louise Brough Margaret Osborne-duPont        | 1-6, 7-5, 6-2                               |
| 1951              | Shirley Fry Doris Hart                         | Beryl Nicholas-Bartlett Barbara Scofield     | 10-8, 6-3                                   |
| 1952              | Shirley Fry Doris Hart                         | Hazel Redick-Smith Julia Wipplinger          | 7-5, 6-1                                    |
| 1953              | Shirley Fry Doris Hart                         | Maureen Connolly Julia Sampson               | 6-4, 6-3                                    |
| 1954              | Maureen Connolly Nell Hall-Hopman              | Maud Galtier Suzanne Schmitt                 | 7-5, 4-6, 6-0                               |
| 1955              | Beverly Baker-Fleitz Darlene Hard              | Shirley Bloomer Pat Ward Hales               | 7-5, 6-8, 13-11                             |
| 1956              | Angela Buxton Althea Gibson                    | Darlene Hard Dorothy Head-Knode              | 6-8, 8-6, 6-1                               |
| 1957              | Shirley Bloomer Darlene Hard                   | Yola Ramírez Rosie Reyes                     | 7-5, 4-6, 7-5                               |
| 1958              | Rosie Reyes Yola Ramírez                       | Mary Bevis-Hawton Thelma Coyne-Long          | 6-4, 7-5                                    |
| 1959              | Sandra Reynolds Renée Schuurman                | Yola Ramírez Rosie Reyes                     | 2-6, 6-0, 6-1                               |
| 1960              | Maria Bueno Darlene Hard                       | Pat Ward Hales Ann Jones                     | 6-2, 7-5                                    |
| 1961              | Sandra Reynolds Renée Schuurman                | Maria Bueno Darlene Hard                     | walk-over                                   |
| 1962              | Sandra Reynolds-Price Renée Schuurman          | Justina Bricka Margaret Smith                | 6-4, 6-4                                    |
| 1963              | Ann Haydon-Jones Renée Schuurman               | Robyn Ebbern Margaret Smith                  | 7-5, 6-4                                    |
| 1964              | Margaret Smith Lesley Turner                   | Norma Baylon Helga Schultze                  | 6-3, 6-1                                    |
| 1965              | Margaret Smith Lesley Turner                   | Françoise Dürr Jeanine Lieffrig              | 6-3, 6-1                                    |
| 1966              | Margaret Smith Judy Tegart                     | Jill Blackman Fay Toyne                      | 4-6, 6-1, 6-1                               |
| 1967              | Françoise Dürr Gail Sherriff                   | Annette van Zyl Patricia Walkden             | 6-2, 6-2                                    |
| ↓ open tijdperk ↓ |                                                |                                              |                                             |
| 1968              | Françoise Dürr Ann Haydon-Jones                | Rosie Casals Billie Jean King                | 7-5, 4-6, 6-4                               |
| 1969              | Françoise Dürr Ann Haydon-Jones                | Nancy Richey Margaret Court                  | 6-0, 4-6, 7-5                               |
| 1970              | Gail Chanfreau Françoise Dürr                  | Rosie Casals Billie Jean King                | 6-1, 3-6, 6-3                               |
| 1971              | Gail Chanfreau Françoise Dürr                  | Helen Gourlay Kerry Harris                   | 6-4, 6-1                                    |
| 1972              | Billie Jean King Betty Stöve                   | Winnie Shaw Nell Truman                      | 6-1, 6-2                                    |
| 1973              | Margaret Court Virginia Wade                   | Françoise Dürr Betty Stöve                   | 6-2, 6-3                                    |
| 1974              | Chris Evert Olga Morozova                      | Gail Chanfreau Katja Ebbinghaus              | 6-4, 2-6, 6-1                               |
| 1975              | Chris Evert Martina Navrátilová                | Julie Anthony Olga Morozova                  | 6-3, 6-2                                    |
| 1976              | Fiorella Bonicelli Gail Chanfreau              | Kathleen Harter Helga Masthoff               | 6-4, 1-6, 6-3                               |
| 1977              | Regina Maršíková Pam Teeguarden                | Rayni Fox Helen Gourlay-Cawley               | 5-7, 6-4, 6-2                               |
| 1978              | Mima Jaušovec Virginia Ruzici                  | Lesley Turner-Bowrey Gail Lovera             | 5-7, 6-4, 8-6                               |
| 1979              | Betty Stöve Wendy Turnbull                     | Françoise Dürr Virginia Wade                 | 3-6, 7-5, 6-4                               |
| 1980              | Kathy Jordan Anne Smith                        | Ivanna Madruga Adriana Villagrán             | 6-1, 6-0                                    |
| 1981              | Rosalyn Fairbank Tanya Harford                 | Candy Reynolds Paula Smith                   | 6-1, 6-3                                    |
| 1982              | Martina Navrátilová Anne Smith                 | Rosie Casals Wendy Turnbull                  | 6-3, 6-4                                    |
| 1983              | Rosalyn Fairbank Candy Reynolds                | Kathy Jordan Anne Smith                      | 5-7, 7-5, 6-2                               |
| 1984              | Martina Navrátilová Pam Shriver                | Claudia Kohde-Kilsch Hana Mandlíková         | 5-7, 6-3, 6-2                               |
| 1985              | Martina Navrátilová Pam Shriver                | Claudia Kohde-Kilsch Helena Suková           | 4-6, 6-2, 6-2                               |
| 1986              | Martina Navrátilová Andrea Temesvári           | Steffi Graf Gabriela Sabatini                | 6-1, 6-2                                    |
| 1987              | Martina Navrátilová Pam Shriver                | Steffi Graf Gabriela Sabatini                | 6-2, 6-1                                    |
| 1988              | Martina Navrátilová Pam Shriver                | Claudia Kohde-Kilsch Helena Suková           | 6-2, 7-5                                    |
| 1989              | Larisa Savtsjenko Natallja Zverava             | Steffi Graf Gabriela Sabatini                | 6-4, 6-4                                    |
| 1990              | Jana Novotná Helena Suková                     | Larisa Savtsjenko Natallja Zverava           | 6-4, 7-5                                    |
| 1991              | Gigi Fernández Jana Novotná                    | Larisa Savtsjenko Natallja Zverava           | 6-4, 6-0                                    |
| 1992              | Gigi Fernández Natallja Zverava                | Conchita Martínez Arantxa Sánchez Vicario    | 6-3, 6-2                                    |
| 1993              | Gigi Fernández Natallja Zverava                | Larisa Neiland Jana Novotná                  | 6-3, 7-5                                    |
| 1994              | Gigi Fernández Natallja Zverava                | Lindsay Davenport Lisa Raymond               | 6-2, 6-2                                    |
| 1995              | Gigi Fernández Natallja Zverava                | Jana Novotná Arantxa Sánchez Vicario         | 6-7, 6-4, 7-5                               |
| 1996              | Lindsay Davenport Mary Joe Fernandez           | Gigi Fernández Natallja Zverava              | 6-2, 6-1                                    |
| 1997              | Gigi Fernández Natallja Zverava                | Mary Joe Fernandez Lisa Raymond              | 6-2, 6-3                                    |
| 1998              | Martina Hingis Jana Novotná                    | Lindsay Davenport Natallja Zverava           | 6-1, 7-6                                    |
| 1999              | Serena Williams Venus Williams                 | Martina Hingis Anna Koernikova               | 6-3, 6-7, 8-6                               |
| 2000              | Martina Hingis Mary Pierce                     | Virginia Ruano Pascual Paola Suárez          | 6-2, 6-4                                    |
| 2001              | Virginia Ruano Pascual Paola Suárez            | Jelena Dokić Conchita Martínez               | 6-2, 6-1                                    |
| 2002              | Virginia Ruano Pascual Paola Suárez            | Lisa Raymond Rennae Stubbs                   | 6-4, 6-2                                    |
| 2003              | Kim Clijsters Ai Sugiyama                      | Virginia Ruano Pascual Paola Suárez          | 6-7, 6-2, 9-7                               |
| 2004              | Virginia Ruano Pascual Paola Suárez            | Svetlana Koeznetsova Jelena Lichovtseva      | 6-0, 6-3                                    |
| 2005              | Virginia Ruano Pascual Paola Suárez            | Cara Black Liezel Huber                      | 4-6, 6-3, 6-3                               |
| 2006              | Lisa Raymond Samantha Stosur                   | Daniela Hantuchová Ai Sugiyama               | 6-3, 6-2                                    |
| 2007              | Alicia Molik Mara Santangelo                   | Katarina Srebotnik Ai Sugiyama               | 7-6, 6-4                                    |
| 2008              | Anabel Medina Garrigues Virginia Ruano Pascual | Casey Dellacqua Francesca Schiavone          | 2-6, 7-5, 6-4                               |
| 2009              | Anabel Medina Garrigues Virginia Ruano Pascual | Viktoryja Azarenka Jelena Vesnina            | 6-1, 6-1                                    |
| 2010              | Serena Williams Venus Williams                 | Květa Peschke Katarina Srebotnik             | 6-2, 6-3                                    |
| 2011              | Andrea Hlaváčková Lucie Hradecká               | Sania Mirza Jelena Vesnina                   | 6-4, 6-3                                    |
| 2012              | Sara Errani Roberta Vinci                      | Maria Kirilenko Nadja Petrova                | 4-6, 6-4, 6-2                               |
| 2013              | Jekaterina Makarova Jelena Vesnina             | Sara Errani Roberta Vinci                    | 7-5, 6-2                                    |
| 2014              | Hsieh Su-wei Peng Shuai                        | Sara Errani Roberta Vinci                    | 6-4, 6-1                                    |
| 2015              | Bethanie Mattek-Sands Lucie Šafářová           | Casey Dellacqua Jaroslava Sjvedova           | 3-6, 6-4, 6-2                               |
| 2016              | Caroline Garcia Kristina Mladenovic            | Jekaterina Makarova Jelena Vesnina           | 6-3, 2-6, 6-4                               |
| 2017              | Bethanie Mattek-Sands Lucie Šafářová           | Ashleigh Barty Casey Dellacqua               | 6-2, 6-1                                    |
| 2018              | Barbora Krejčíková Kateřina Siniaková          | Eri Hozumi Makoto Ninomiya                   | 6-3, 6-3                                    |
| 2019              | Tímea Babos Kristina Mladenovic                | Duan Yingying Zheng Saisai                   | 6-2, 6-3                                    |
| 2020              | Tímea Babos Kristina Mladenovic                | Alexa Guarachi Desirae Krawczyk              | 6-4, 7-5                                    |
| 2021              | Barbora Krejčíková Kateřina Siniaková          | Bethanie Mattek-Sands Iga Świątek            | 6-4, 6-2                                    |
| 2022              | Caroline Garcia Kristina Mladenovic            | Cori Gauff Jessica Pegula                    | 2-6, 6-3, 6-2                               |
| 2023              | Hsieh Su-wei Wang Xinyu                        | Leylah Fernandez Taylor Townsend             | 1-6, 7-6, 6-1                               |
| 2024              | Cori Gauff Kateřina Siniaková                  | Sara Errani Jasmine Paolini                  | 7-6, 6-3                                    |
| 2025              | Sara Errani Jasmine Paolini                    | Anna Danilina Aleksandra Krunić              | 6-4, 2-6, 6-1                               |

* Toernooi stond uitsluitend voor Franse clubleden open.
** Uitslagen die door de officiële organisaties niet worden vermeld (tijdens de Tweede Wereldoorlog).

## Gemengd dubbelspel
| Jaar              | Winnaars                                    | Verliezend finalisten                       | Uitslag                                     |
| ----------------- | ------------------------------------------- | ------------------------------------------- | ------------------------------------------- |
| 1902              | Yvonne Prévost Réginald Forbes *            | Adine Masson W. Masson                      |                                             |
| 1903              | Yvonne Prévost Réginald Forbes *            |                                             |                                             |
| 1904              | Kate Gillou Max Décugis *                   |                                             |                                             |
| 1905              | Yvonne de Pfoeffel Max Décugis *            |                                             |                                             |
| 1906              | Yvonne de Pfoeffel Max Décugis *            |                                             |                                             |
| 1907              | A. Pean Robert Wallet *                     |                                             |                                             |
| 1908              | Kate Gillou Max Décugis *                   |                                             |                                             |
| 1909              | Jeanne Matthey Max Décugis *                |                                             |                                             |
| 1910              | M. Meny *                                   |                                             |                                             |
| 1911              | Marguerite Broquedis André Gobert *         | M. Meny                                     | 6-4, 6-3                                    |
| 1912              | Daisy Speranza William Laurentz*            |                                             |                                             |
| 1913              | Daisy Speranza William Laurentz *           |                                             |                                             |
| 1914              | Suzanne Lenglen Max Décugis *               |                                             |                                             |
| 1915–1919         | geen toernooi wegens de Eerste Wereldoorlog | geen toernooi wegens de Eerste Wereldoorlog | geen toernooi wegens de Eerste Wereldoorlog |
| 1920              | Suzanne Lenglen Max Décugis *               | Marie Conquet Marcel Dupont                 | 6-0, 6-3                                    |
| 1921              | Suzanne Lenglen Jacques Brugnon *           | Marguerite Billout Max Décugis              | 6-4, 6-1                                    |
| 1922              | Suzanne Lenglen Jacques Brugnon *           | Germaine Golding Jean Borotra               | 6-0, 6-0                                    |
| 1923              | Suzanne Lenglen Jacques Brugnon *           | Yvonne Bourgeois Henri Cochet               | 6-1, 7-5                                    |
| 1924              | Marguerite Broquedis Jean Borotra *         |                                             |                                             |
| 1925              | Suzanne Lenglen Jacques Brugnon             | Julie Vlasto Henri Cochet                   | 6-2, 6-2                                    |
| 1926              | Suzanne Lenglen Jacques Brugnon             | Suzanne LeBesnerais Jean Borotra            | 6-4, 6-3                                    |
| 1927              | Marguerite Bordes Jean Borotra              | Lili de Alvarez Bill Tilden                 | 6-4, 2-6, 6-2                               |
| 1928              | Eileen Bennett Henri Cochet                 | Helen Wills Francis Hunter                  | 3-6, 6-3, 6-3                               |
| 1929              | Eileen Bennett Henri Cochet                 | Helen Wills Francis Hunter                  | 6-3, 6-2                                    |
| 1930              | Cilly Aussem Bill Tilden                    | Eileen Bennett-Whittingstall Henri Cochet   | 6-4, 6-4                                    |
| 1931              | Betty Nuthall Pat Spence                    | Dorothy Shepherd-Barron Bunny Austin        | 6-3, 5-7, 6-3                               |
| 1932              | Betty Nuthall Fred Perry                    | Helen Wills-Moody Sidney Wood               | 6-4, 6-2                                    |
| 1933              | Margaret Scriven-Vivian Jack Crawford       | Betty Nuthall Fred Perry                    | 6-2, 6-3                                    |
| 1934              | Colette Rosambert Jean Borotra              | Elizabeth Ryan Adrian Quist                 | 6-2, 6-4                                    |
| 1935              | Lolette Payot Marcel Bernard                | Sylvie Jung-Henrotin Martin Legeay          | 4-6, 6-2, 6-4                               |
| 1936              | Billie Yorke Marcel Bernard                 | Sylvie Jung-Henrotin Martin Legeay          | 7-5, 6-8, 6-3                               |
| 1937              | Simonne Mathieu Yvon Petra                  | Marie-Luise Horn Roland Journu              | 7-5, 7-5                                    |
| 1938              | Simonne Mathieu Dragutin Mitić              | Nancye Wynne Christian Boussus              | 2-6, 6-3, 6-4                               |
| 1939              | Sarah Palfrey Fabyan Elwood Cooke           | Simonne Mathieu Franjo Kukuljević           | 4-6, 6-1, 7-5                               |
| 1940              | geen toernooi wegens de Tweede Wereldoorlog | geen toernooi wegens de Tweede Wereldoorlog | geen toernooi wegens de Tweede Wereldoorlog |
| 1941              | Alice Weiwers R. Abdesselam **              |                                             |                                             |
| 1942              | N. Lafargue ** H. Pellizza                  |                                             |                                             |
| 1943              | N. Lafargue ** H. Pellizza                  |                                             |                                             |
| 1944              | S. Pannetier ** A. Gentien                  |                                             |                                             |
| 1945              | Lolette Payot A. Jacquemet **               |                                             |                                             |
| 1946              | Pauline Betz Budge Patty                    | Dorothy Bundy Tom Brown                     | 7-5, 9-7                                    |
| 1947              | Sheila Piercey-Summers Eric Sturgess        | Jadwiga Jędrzejowska Cristea Caralulis      | 6-0, 6-0                                    |
| 1948              | Patricia Canning-Todd Jaroslav Drobný       | Doris Hart Frank Sedgman                    | 6-3, 3-6, 6-3                               |
| 1949              | Sheila Piercey-Summers Eric Sturgess        | Jean Quertier Gerry Oakley                  | 6-1, 6-1                                    |
| 1950              | Barbara Scofield-Davidson Enrique Morea     | Patricia Canning-Todd Bill Talbert          | walk-over                                   |
| 1951              | Doris Hart Frank Sedgman                    | Thelma Coyne-Long Mervyn Rose               | 7-5, 6-2                                    |
| 1952              | Doris Hart Frank Sedgman                    | Shirley Fry Eric Sturgess                   | 6-8, 6-3, 6-3                               |
| 1953              | Doris Hart Vic Seixas                       | Maureen Connolly Mervyn Rose                | 4-6, 6-4, 6-0                               |
| 1954              | Maureen Connolly Lew Hoad                   | Jacqueline Patorni Rex Hartwig              | 6-4, 6-3                                    |
| 1955              | Darlene Hard Gordon Forbes                  | Jenny Staley Luis Ayala                     | 5-7, 6-1, 6-2                               |
| 1956              | Thelma Coyne-Long Luis Ayala                | Darlene Hard Robert Howe                    | 4-6, 6-4, 6-1                               |
| 1957              | Věra Pužejová Jiří Javorský                 | Edda Buding Luis Ayala                      | 6-3, 6-4                                    |
| 1958              | Shirley Bloomer Nicola Pietrangeli          | Lorraine Coghlan Robert Howe                | 8-6, 6-2                                    |
| 1959              | Yola Ramírez Ochoa William Knight           | Renée Schuurman Rod Laver                   | 6-4, 6-4                                    |
| 1960              | Maria Bueno Robert Howe                     | Ann Haydon Roy Emerson                      | 1-6, 6-1, 6-2                               |
| 1961              | Darlene Hard Rod Laver                      | Věra Suková Jiří Javorský                   | 6-0, 2-6, 6-3                               |
| 1962              | Renée Schuurman Robert Howe                 | Lesley Turner Fred Stolle                   | 3-6, 6-4, 6-4                               |
| 1963              | Margaret Smith Ken Fletcher                 | Lesley Turner Fred Stolle                   | 6-1, 6-2                                    |
| 1964              | Margaret Smith Ken Fletcher                 | Lesley Turner Fred Stolle                   | 6-3, 4-6, 8-6                               |
| 1965              | Margaret Smith Ken Fletcher                 | Maria Bueno John Newcombe                   | 6-4, 6-4                                    |
| 1966              | Annette van Zyl Frew McMillan               | Ann Haydon-Jones Clark Graebner             | 1-6, 6-3, 6-2                               |
| 1967              | Billie Jean King Owen Davidson              | Ann Haydon-Jones Ion Ţiriac                 | 6-3, 6-1                                    |
| ↓ open tijdperk ↓ |                                             |                                             |                                             |
| 1968              | Françoise Dürr Jean-Claude Barclay          | Billie Jean King Owen Davidson              | 6-1, 6-4                                    |
| 1969              | Margaret Court Marty Riessen                | Françoise Dürr Jean-Claude Barclay          | 6-3, 6-2                                    |
| 1970              | Billie Jean King Bob Hewitt                 | Françoise Dürr Jean-Claude Barclay          | 3-6, 6-4, 6-2                               |
| 1971              | Françoise Dürr Jean-Claude Barclay          | Winnie Shaw Toomas Leius                    | 6-2, 6-4                                    |
| 1972              | Evonne Goolagong Kim Warwick                | Françoise Dürr Jean-Claude Barclay          | 6-2, 6-4                                    |
| 1973              | Françoise Dürr Jean-Claude Barclay          | Betty Stöve Patrice Dominguez               | 6-1, 6-4                                    |
| 1974              | Martina Navrátilová Iván Molina             | Rosa Maria Darmon Marcelo Lara              | 6-3, 6-3                                    |
| 1975              | Fiorella Bonicelli Thomaz Koch              | Pam Teeguarden Jaime Fillol                 | 6-4, 7-6                                    |
| 1976              | Ilana Kloss Kim Warwick                     | Delina Boshoff Colin Dowdeswell             | 5-7, 7-6, 6-2                               |
| 1977              | Mary Carillo John McEnroe                   | Florența Mihai Iván Molina                  | 7-6, 6-3                                    |
| 1978              | Renáta Tomanová Pavel Složil                | Virginia Ruzici Patrice Dominguez           | 7-6, opg.                                   |
| 1979              | Wendy Turnbull Bob Hewitt                   | Virginia Ruzici Ion Ţiriac                  | 6-3, 2-6, 6-3                               |
| 1980              | Anne Smith Billy Martin                     | Renáta Tomanová Stanislav Birner            | 2-6, 6-4, 8-6                               |
| 1981              | Andrea Jaeger Jimmy Arias                   | Betty Stöve Fred McNair                     | 7-6, 6-4                                    |
| 1982              | Wendy Turnbull John Lloyd                   | Cláudia Monteiro Cássio Motta               | 6-2, 7-6                                    |
| 1983              | Barbara Jordan Eliot Teltscher              | Leslie Allen Charles Strode                 | 6-2, 6-3                                    |
| 1984              | Anne Smith Dick Stockton                    | Anne Minter Laurie Warder                   | 6-2, 6-4                                    |
| 1985              | Martina Navrátilová Heinz Günthardt         | Paula Smith Francisco González              | 2-6, 6-3, 6-2                               |
| 1986              | Kathy Jordan Ken Flach                      | Rosalyn Fairbank Mark Edmondson             | 3-6, 7-6, 6-3                               |
| 1987              | Pam Shriver Emilio Sánchez                  | Lori McNeil Sherwood Stewart                | 6-3, 7-6                                    |
| 1988              | Lori McNeil Jorge Lozano                    | Brenda Schultz Michiel Schapers             | 7-5, 6-2                                    |
| 1989              | Manon Bollegraf Tom Nijssen                 | Arantxa Sánchez Vicario Horacio de la Peña  | 6-3, 6-7, 6-2                               |
| 1990              | Arantxa Sánchez Vicario Jorge Lozano        | Nicole Provis Danie Visser                  | 7-6, 7-6                                    |
| 1991              | Helena Suková Cyril Suk                     | Caroline Vis Paul Haarhuis                  | 3-6, 6-4, 6-1                               |
| 1992              | Arantxa Sánchez Vicario Todd Woodbridge     | Lori McNeil Bryan Shelton                   | 6-2, 6-3                                    |
| 1993              | Jevgenia Manjoekova Andrej Olchovski        | Elna Reinach Danie Visser                   | 6-2, 4-6, 6-4                               |
| 1994              | Kristie Boogert Menno Oosting               | Larisa Neiland Andrej Olchovski             | 7-5, 3-6, 7-5                               |
| 1995              | Larisa Neiland Todd Woodbridge              | Jill Hetherington John-Laffnie de Jager     | 7-6, 7-6                                    |
| 1996              | Patricia Tarabini Javier Frana              | Nicole Arendt Luke Jensen                   | 6-2, 6-2                                    |
| 1997              | Rika Hiraki Mahesh Bhupathi                 | Lisa Raymond Patrick Galbraith              | 6-4, 6-1                                    |
| 1998              | Venus Williams Justin Gimelstob             | Serena Williams Luis Lobo                   | 6-4, 6-4                                    |
| 1999              | Katarina Srebotnik Piet Norval              | Larisa Neiland Rick Leach                   | 6-3, 3-6, 6-3                               |
| 2000              | Mariaan de Swardt David Adams               | Rennae Stubbs Todd Woodbridge               | 6-3, 3-6, 6-3                               |
| 2001              | Virginia Ruano Pascual Tomás Carbonell      | Paola Suárez Jaime Oncins                   | 7-5, 6-3                                    |
| 2002              | Cara Black Wayne Black                      | Jelena Bovina Mark Knowles                  | 6-3, 6-3                                    |
| 2003              | Lisa Raymond Mike Bryan                     | Jelena Lichovtseva Mahesh Bhupathi          | 6-3, 6-4                                    |
| 2004              | Tatiana Golovin Richard Gasquet             | Cara Black Wayne Black                      | 6-3, 6-4                                    |
| 2005              | Daniela Hantuchová Fabrice Santoro          | Martina Navrátilová Leander Paes            | 3-6, 6-3, 6-2                               |
| 2006              | Katarina Srebotnik Nenad Zimonjić           | Jelena Lichovtseva Daniel Nestor            | 6-3, 6-4                                    |
| 2007              | Nathalie Dechy Andy Ram                     | Katarina Srebotnik Nenad Zimonjić           | 7-5, 6-3                                    |
| 2008              | Viktoryja Azarenka Bob Bryan                | Katarina Srebotnik Nenad Zimonjić           | 6-2, 7-6                                    |
| 2009              | Liezel Huber Bob Bryan                      | Vania King Marcelo Melo                     | 5-7, 7-6, [10-7]                            |
| 2010              | Katarina Srebotnik Nenad Zimonjić           | Jaroslava Sjvedova Julian Knowle            | 4-6, 7-6, [11-9]                            |
| 2011              | Casey Dellacqua Scott Lipsky                | Katarina Srebotnik Nenad Zimonjić           | 7-6, 4-6, [10-7]                            |
| 2012              | Sania Mirza Mahesh Bhupathi                 | Klaudia Jans Santiago González              | 7-6, 6-1                                    |
| 2013              | Lucie Hradecká František Čermák             | Kristina Mladenovic Daniel Nestor           | 1-6, 6-4, [10-6]                            |
| 2014              | Anna-Lena Grönefeld Jean-Julien Rojer       | Julia Görges Nenad Zimonjić                 | 4-6, 6-2, [10-7]                            |
| 2015              | Bethanie Mattek-Sands Mike Bryan            | Lucie Hradecká Marcin Matkowski             | 7-6, 6-1                                    |
| 2016              | Martina Hingis Leander Paes                 | Sania Mirza Ivan Dodig                      | 4-6, 6-4, [10-8]                            |
| 2017              | Gabriela Dabrowski Rohan Bopanna            | Anna-Lena Grönefeld Robert Farah Maksoud    | 2-6, 6-2, [12-10]                           |
| 2018              | Latisha Chan Ivan Dodig                     | Gabriela Dabrowski Mate Pavić               | 6-1, 6-7, [10-8]                            |
| 2019              | Latisha Chan Ivan Dodig                     | Gabriela Dabrowski Mate Pavić               | 6-1, 7-6                                    |
| 2020              | geen toernooi wegens de coronapandemie      | geen toernooi wegens de coronapandemie      | geen toernooi wegens de coronapandemie      |
| 2021              | Desirae Krawczyk Joe Salisbury              | Jelena Vesnina Aslan Karatsev               | 2-6, 6-4, [10-5]                            |
| 2022              | Ena Shibahara Wesley Koolhof                | Ulrikke Eikeri Joran Vliegen                | 7-6, 6-2                                    |
| 2023              | Miyu Kato Tim Pütz                          | Bianca Andreescu Michael Venus              | 4–6, 6–4, [10–6]                            |
| 2024              | Laura Siegemund Édouard Roger-Vasselin      | Desirae Krawczyk Neal Skupski               | 6–4, 7–5                                    |
| 2025              | Sara Errani Andrea Vavassori                | Taylor Townsend Evan King                   | 6–4, 6–2                                    |

* Toernooi stond uitsluitend voor Franse clubleden open.
** Uitslagen die door de officiële organisaties niet worden vermeld (tijdens de Tweede Wereldoorlog).

## Rolstoeltennis

### Mannenenkelspel
| Jaar | Winnaar           | Verliezend finalist | Uitslag       |
| ---- | ----------------- | ------------------- | ------------- |
| 2007 | Shingo Kunieda    | Robin Ammerlaan     | 6–3, 6–4      |
| 2008 | Shingo Kunieda    | Robin Ammerlaan     | 6–0, 7–6      |
| 2009 | Shingo Kunieda    | Stéphane Houdet     | 6–3, 3–6, 6–3 |
| 2010 | Shingo Kunieda    | Stefan Olsson       | 6–4, 6–0      |
| 2011 | Maikel Scheffers  | Nicolas Peifer      | 7–6, 6–3      |
| 2012 | Stéphane Houdet   | Shingo Kunieda      | 6–2, 2–6, 7–6 |
| 2013 | Stéphane Houdet   | Shingo Kunieda      | 7–5, 5–7, 7–6 |
| 2014 | Shingo Kunieda    | Stéphane Houdet     | 6–4, 6–1      |
| 2015 | Shingo Kunieda    | Stéphane Houdet     | 6–1, 6–0      |
| 2016 | Gustavo Fernández | Gordon Reid         | 7–6, 6–1      |
| 2017 | Alfie Hewett      | Gustavo Fernández   | 0-6, 7-6, 6-2 |
| 2018 | Shingo Kunieda    | Gustavo Fernández   | 7-6, 6-0      |
| 2019 | Gustavo Fernández | Gordon Reid         | 6-1, 6-3      |
| 2020 | Alfie Hewett      | Joachim Gérard      | 6-4, 4-6, 6-3 |
| 2021 | Alfie Hewett      | Shingo Kunieda      | 6-3, 6-4      |
| 2022 | Shingo Kunieda    | Gustavo Fernández   | 6-2, 5-7, 7-5 |
| 2023 | Tokito Oda        | Alfie Hewett        | 6-1, 6-4      |
| 2024 | Tokito Oda        | Gustavo Fernández   | 7-5, 6-3      |
| 2025 | Tokito Oda        | Alfie Hewett        | 6-4, 7-6      |

### Vrouwenenkelspel
| Jaar | Winnares          | Verliezend finaliste | Uitslag       |
| ---- | ----------------- | -------------------- | ------------- |
| 2007 | Esther Vergeer    | Florence Gravellier  | 7-5, 6-4      |
| 2008 | Esther Vergeer    | Korie Homan          | 6–2, 6–2      |
| 2009 | Esther Vergeer    | Korie Homan          | 6–2, 7–5      |
| 2010 | Esther Vergeer    | Sharon Walraven      | 6–0, 6–0      |
| 2011 | Esther Vergeer    | Marjolein Buis       | 6–0, 6–2      |
| 2012 | Esther Vergeer    | Aniek van Koot       | 6–0, 6–0      |
| 2013 | Sabine Ellerbrock | Jiske Griffioen      | 6–3, 3–6, 6–1 |
| 2014 | Yui Kamiji        | Aniek van Koot       | 7–6, 6–4      |
| 2015 | Jiske Griffioen   | Aniek van Koot       | 6–0, 6–2      |
| 2016 | Marjolein Buis    | Sabine Ellerbrock    | 7-5, 6-4      |
| 2017 | Yui Kamiji        | Sabine Ellerbrock    | 7-5, 6-4      |
| 2018 | Yui Kamiji        | Diede de Groot       | 2-6, 6-0, 6-2 |
| 2019 | Diede de Groot    | Yui Kamiji           | 6-1, 6-0      |
| 2020 | Yui Kamiji        | Momoko Ohtani        | 6-2, 6-1      |
| 2021 | Diede de Groot    | Yui Kamiji           | 6-4, 6-3      |
| 2022 | Diede de Groot    | Yui Kamiji           | 6-4, 6-1      |
| 2023 | Diede de Groot    | Yui Kamiji           | 6-2, 6-0      |
| 2024 | Diede de Groot    | Zhu Zhenzhen         | 4-6, 6-2, 6-3 |
| 2025 | Yui Kamiji        | Aniek van Koot       | 6-2, 6-2      |

### Quad-enkelspel
| Jaar | Winnaar      | Verliezend finalist | Uitslag       |
| ---- | ------------ | ------------------- | ------------- |
| 2020 | Dylan Alcott | Andy Lapthorne      | 6-2, 6-2      |
| 2021 | Dylan Alcott | Sam Schröder        | 6-4, 6-2      |
| 2022 | Niels Vink   | Sam Schröder        | 6-4, 7-6      |
| 2023 | Niels Vink   | Sam Schröder        | 3-6, 6-4, 6-4 |
| 2024 | Guy Sasson   | Sam Schröder        | 6-2, 3-6, 7-6 |
| 2025 | Guy Sasson   | Niels Vink          | 6-4, 7-5      |

### Mannendubbelspel
| Jaar | Winnaars                          | Verliezend finalisten                 | Uitslag          |
| ---- | --------------------------------- | ------------------------------------- | ---------------- |
| 2007 | Stéphane Houdet Michaël Jérémiasz | Shingo Kunieda Satoshi Saida          | 7–6, 6–1         |
| 2008 | Shingo Kunieda Maikel Scheffers   | Robin Ammerlaan Ronald Vink           | 3–6, 6–4, [10–6] |
| 2009 | Stéphane Houdet Michaël Jérémiasz | Robin Ammerlaan Maikel Scheffers      | 6–2, 7–5         |
| 2010 | Stéphane Houdet Shingo Kunieda    | Robin Ammerlaan Stefan Olsson         | 6–0, 5–7, [10–8] |
| 2011 | Shingo Kunieda Nicolas Peifer     | Robin Ammerlaan Stefan Olsson         | 6–2, 6–3         |
| 2012 | Frédéric Cattanéo Shingo Kunieda  | Michaël Jérémiasz Stefan Olsson       | 3–6, 7–6, [10–6] |
| 2013 | Stéphane Houdet Shingo Kunieda    | Gordon Reid Ronald Vink               | 3–6, 6–4, [10–6] |
| 2014 | Joachim Gérard Stéphane Houdet    | Gustavo Fernández Nicolas Peifer      | 6–1, 7–6         |
| 2015 | Shingo Kunieda Gordon Reid        | Gustavo Fernández Nicolas Peifer      | 6–1, 7–6         |
| 2016 | Shingo Kunieda Gordon Reid        | Michaël Jérémiasz Stefan Olsson       | 6–3, 6–2         |
| 2017 | Stéphane Houdet Nicolas Peifer    | Alfie Hewett Gordon Reid              | 6-4, 6-3         |
| 2018 | Stéphane Houdet Nicolas Peifer    | Frédéric Cattanéo Stefan Olsson       | 6-1, 7-6         |
| 2019 | Gustavo Fernández Shingo Kunieda  | Stéphane Houdet Nicolas Peifer        | 2-6, 6-2, [10-8] |
| 2020 | Alfie Hewett Gordon Reid          | Gustavo Fernández Shingo Kunieda      | 7-6, 1-6, [10-3] |
| 2021 | Alfie Hewett Gordon Reid          | Stéphane Houdet Nicolas Peifer        | 6-3, 6-0         |
| 2022 | Alfie Hewett Gordon Reid          | Gustavo Fernández Shingo Kunieda      | 7-6, 7-6         |
| 2023 | Alfie Hewett Gordon Reid          | Gustavo Fernández Martín de la Puente | 7-6, 7-5         |
| 2024 | Alfie Hewett Gordon Reid          | Takuya Miki Tokito Oda                | 6-1, 6-4         |
| 2025 | Alfie Hewett Gordon Reid          | Stéphane Houdet Tokito Oda            | 6-4, 1-6, [10-7] |

### Vrouwendubbelspel
| Jaar | Winnaressen                     | Verliezend finalistes                 | Uitslag          |
| ---- | ------------------------------- | ------------------------------------- | ---------------- |
| 2007 | Maaike Smit Esther Vergeer      | Florence Gravellier Mie Yaosa         | 6–1, 6–4         |
| 2008 | Jiske Griffioen Esther Vergeer  | Korie Homan Sharon Walraven           | 6–4, 6–4         |
| 2009 | Korie Homan Esther Vergeer      | Aniek van Koot Annick Sevenans        | 6–2, 6–3         |
| 2010 | Daniela Di Toro Sharon Walraven | Esther Vergeer Sharon Walraven        | 3–6, 6–3, [10–4] |
| 2011 | Esther Vergeer Sharon Walraven  | Jiske Griffioen Aniek van Koot        | 5–7, 6–4, [10–5] |
| 2012 | Marjolein Buis Esther Vergeer   | Sabine Ellerbrock Yui Kamiji          | 6–0, 6–1         |
| 2013 | Jiske Griffioen Aniek van Koot  | Sabine Ellerbrock Sharon Walraven     | 7–6, 3–6, [10–8] |
| 2014 | Yui Kamiji Jordanne Whiley      | Jiske Griffioen Aniek van Koot        | 7–6, 3–6, [10–8] |
| 2015 | Jiske Griffioen Aniek van Koot  | Yui Kamiji Jordanne Whiley            | 7–6, 3–6, [10–8] |
| 2016 | Yui Kamiji Jordanne Whiley      | Jiske Griffioen Aniek van Koot        | 6-3, 7-5         |
| 2017 | Marjolein Buis Yui Kamiji       | Jiske Griffioen Aniek van Koot        | 6-3, 7-5         |
| 2018 | Diede de Groot Aniek van Koot   | Marjolein Buis Yui Kamiji             | 6-1, 6-3         |
| 2019 | Diede de Groot Aniek van Koot   | Marjolein Buis Sabine Ellerbrock      | 6-1, 6-1         |
| 2020 | Diede de Groot Aniek van Koot   | Yui Kamiji Jordanne Whiley            | 7-6, 3-6, [10-8] |
| 2021 | Diede de Groot Aniek van Koot   | Yui Kamiji Jordanne Whiley            | 6-3, 6-4         |
| 2022 | Diede de Groot Aniek van Koot   | Yui Kamiji Kgothatso Montjane         | 7-6, 1-6, [10-8] |
| 2023 | Yui Kamiji Kgothatso Montjane   | Diede de Groot María Florencia Moreno | 6-2, 6-3         |
| 2024 | Diede de Groot Aniek van Koot   | Yui Kamiji Kgothatso Montjane         | 6-7, 7-6, [10-4] |
| 2025 | Yui Kamiji Kgothatso Montjane   | Li Xiaohui Wang Ziying                | 4-6, 7-5, [10-7] |

### Quad-dubbelspel
| Jaar | Winnaars                       | Verliezend finalisten        | Uitslag          |
| ---- | ------------------------------ | ---------------------------- | ---------------- |
| 2020 | Sam Schröder David Wagner      | Dylan Alcott Andy Lapthorne  | 4-6, 7-5, [10-8] |
| 2021 | Andy Lapthorne David Wagner    | Dylan Alcott Sam Schröder    | 6-2, 6-2         |
| 2022 | Sam Schröder Niels Vink        | Heath Davidson Ymanitu Silva | 6-2, 6-2         |
| 2023 | Andy Lapthorne Donald Ramphadi | Heath Davidson Robert Shaw   | 1–6, 6–2, [10-3] |
| 2024 | Sam Schröder Niels Vink        | Andy Lapthorne Guy Sasson    | 7-6, 6-1         |
| 2025 | Guy Sasson Niels Vink          | Ahmet Kaplan Donald Ramphadi | 6-3, 6-4         |

## Junioren

### Jongensenkelspel
| Jaar | Winnaar                   | Verliezend finalist      | Uitslag          |
| ---- | ------------------------- | ------------------------ | ---------------- |
| 1947 | Jacky Brichant            | Alan Roberts             | 6-3, 4-6, 7-5    |
| 1948 | Kurt Nielsen              | Jacky Brichant           | 3-6, 6-3, 6-4    |
| 1949 | Jean-Claude Molinari      | Robert Haillet           | 6-2, 7-9, 8-6    |
| 1950 | Roland Dubuisson          | Gérard Pilet             | 10-12, 6-1, 6-3  |
| 1951 | Ham Richardson            | Gino Mezzi               | 6-3, 6-2         |
| 1952 | Ken Rosewall              | Jean-Noël Grinda         | 6-2, 6-2         |
| 1953 | Jean-Noël Grinda          | F. Andries               | 6-1, 6-2         |
| 1954 | Roy Emerson               | Jean-Noël Grinda         | 6-1, 6-8, 6-4    |
| 1955 | Andrés Gimeno             | Mustapha Belkhodja       | 6-2, 4-6, 7-5    |
| 1956 | Mustapha Belkhodja        | Rod Laver                | 4-6, 6-4, 6-3    |
| 1957 | Alberto Arilla            | Jacques Renavand         | 6-8, 6-3, 6-4    |
| 1958 | Earl Buchholz             | Alain Bresson            | 6-8, 6-4, 6-2    |
| 1959 | Ingo Buding               | José Edison Mandarino    | 6-0, 0-6, 6-4    |
| 1960 | Ingo Buding               | Juan Gisbert             | 6-3, 8-6         |
| 1961 | John Newcombe             | Daniel Contet            | 6-7, 15-15, opg. |
| 1962 | John Newcombe             | Thomaz Koch              | 4-6, 6-4, 8-6    |
| 1963 | Nicholas Kalogeropoulos   | Thomaz Koch              | 2-6, 9-7, 6-3    |
| 1964 | Cliff Richey              | Georges Goven            | 6-4, 6-2         |
| 1965 | Gerald Battrick           | Georges Goven            | 7-5, 6-4         |
| 1966 | Vladimir Korotkov         | José Guerrero            | 6-3, 6-2         |
| 1967 | Patrick Proisy            | J. Tavares               | 6-3, 8-6         |
| 1968 | Phil Dent                 | John Alexander           | 6-3, 3-6, 7-5    |
| 1969 | Antonio Muñoz             | Jacques Thamin           | 6-2, 4-6, 6-4    |
| 1970 | Juan Herrera              | Jacques Thamin           | 4-6, 6-2, 6-4    |
| 1971 | Corrado Barazzutti        | Stephen Warboys          | 2-6, 6-3, 6-1    |
| 1972 | Buster Mottram            | Ulrich Pinner            | 6-2, 2-6, 7-5    |
| 1973 | Víctor Pecci              | Pavel Složil             | 6-4, 6-4         |
| 1974 | Christophe Casa           | Ulrich Marten            | 1-6, 6-4, 6-1    |
| 1975 | Christophe Roger-Vasselin | Peter Elter              | 6-1, 6-2         |
| 1976 | Heinz Günthardt           | José Luis Clerc          | 4-6, 7-6, 6-4    |
| 1977 | John McEnroe              | Ray Kelly                | 6-1, 6-1         |
| 1978 | Ivan Lendl                | Per Hjertquist           | 7-6, 6-4         |
| 1979 | Ramesh Krishnan           | Ben Testerman            | 2-6, 6-1, 6-0    |
| 1980 | Henri Leconte             | Alberto Tous             | 7–6, 6–3         |
| 1981 | Mats Wilander             | Jimmy Brown              | 7-5, 6-1         |
| 1982 | Tarik Benhabilès          | Loïc Courteau            | 7-6, 6-2         |
| 1983 | Stefan Edberg             | Franck Février           | 2-6, 6-2, 6-1    |
| 1984 | Kent Carlsson             | Mark Kratzmann           | 6-3, 6-3         |
| 1985 | Jaime Yzaga               | Thomas Muster            | 2–6, 6–3, 6–0    |
| 1986 | Guillermo Pérez Roldán    | Stéphane Grenier         | 4-6, 6-3, 6-2    |
| 1987 | Guillermo Pérez Roldán    | Jason Stoltenberg        | 6-3, 3-6, 6-2    |
| 1988 | Nicolas Pereira           | Magnus Larsson           | 7–6, 6–3         |
| 1989 | Fabrice Santoro           | Jared Palmer             | 6–3, 3–6, 9–7    |
| 1990 | Andrea Gaudenzi           | Thomas Enqvist           | 2-6, 7-6, 6-4    |
| 1991 | Andrej Medvedev           | Thomas Enqvist           | 6–4, 7–6         |
| 1992 | Andrei Pavel              | Mosé Navarra             | 6–1, 3–6, 6–3    |
| 1993 | Roberto Carretero         | Albert Costa             | 6–0, 7–6         |
| 1994 | Jacobo Díaz               | Giorgio Galimberti       | 6–3, 7–6         |
| 1995 | Mariano Zabaleta          | Mariano Puerta           | 6–2, 6–3         |
| 1996 | Alberto Martín            | Björn Rehnquist          | 6-3, 7-6         |
| 1997 | Daniel Elsner             | Luis Horna               | 6–4, 6–4         |
| 1998 | Fernando González         | Juan Carlos Ferrero      | 4-6, 6-4, 6-3    |
| 1999 | Guillermo Coria           | David Nalbandian         | 6-4, 6-3         |
| 2000 | Paul-Henri Mathieu        | Tommy Robredo            | 3-6, 7-6(3), 6-2 |
| 2001 | Carlos Cuadrado           | Brian Dabul              | 6-1, 6-0         |
| 2002 | Richard Gasquet           | Laurent Recouderc        | 6-0, 6-1         |
| 2003 | Stanislas Wawrinka        | Brian Baker              | 7-5, 4-6, 6-3    |
| 2004 | Gaël Monfils              | Alex Kuznetsov           | 6-2, 6-2         |
| 2005 | Marin Čilić               | Antal van der Duim       | 6-3, 6-1         |
| 2006 | Martin Kližan             | Philip Bester            | 6-3, 6-1         |
| 2007 | Vladimir Ignatik          | Greg Jones               | 6-3, 6-4         |
| 2008 | Yang Tsung-hua            | Jerzy Janowicz           | 6–3, 7–6(5)      |
| 2009 | Daniel Berta              | Gianni Mina              | 6-1, 3-6, 6-3    |
| 2010 | Agustín Velotti           | Andrea Collarini         | 6-4, 7-5         |
| 2011 | Bjorn Fratangelo          | Dominic Thiem            | 3-6, 6-3, 8-6    |
| 2012 | Kimmer Coppejans          | Filip Peliwo             | 6-1, 6-4         |
| 2013 | Cristian Garín            | Alexander Zverev         | 6-4, 6-1         |
| 2014 | Andrej Roebljov           | Jaume Munar              | 6-2, 7-5         |
| 2015 | Tommy Paul                | Taylor Fritz             | 7-6, 2-6, 6-2    |
| 2016 | Geoffrey Blancaneaux      | Félix Auger-Aliassime    | 1-6, 6-3, 8-6    |
| 2017 | Alexei Popyrin            | Nicola Kuhn              | 7-6, 6-3         |
| 2018 | Tseng Chun-hsin           | Sebastián Báez           | 7-6, 6-2         |
| 2019 | Holger Rune               | Toby Kodat               | 6-3, 6-7, 6-0    |
| 2020 | Dominic Stricker          | Leandro Riedi            | 6–2, 6–4         |
| 2021 | Luca Van Assche           | Arthur Fils              | 6-4, 6-2         |
| 2022 | Gabriel Debru             | Gilles-Arnaud Bailly     | 7–6(5), 6–3      |
| 2023 | Dino Prižmić              | Juan Carlos Prado Ángelo | 6-1, 6-4         |
| 2024 | Kaylan Bigun              | Tomasz Berkieta          | 4-6, 6-3, 6-3    |
| 2025 | Niels McDonald            | Max Schönhaus            | 6–7, 6–0, 6–3    |

### Meisjesenkelspel
| Jaar | Winnares               | Verliezend finaliste        | Uitslag          |
| ---- | ---------------------- | --------------------------- | ---------------- |
| 1953 | Christine Brunon       | Béatrice de Chambure        | 2-6, 6-2, 6-0    |
| 1954 | Béatrice de Chambure   | Colette Monnot              | 6-4, 8-6         |
| 1955 | Maria Teresa Riedl     | C. Baumgarten               | 6-4, 6-0         |
| 1956 | Elaine Launay          | Jeanine Lieffrig            | 6-1, 6-4         |
| 1957 | Ilse Buding            | S. Galtier                  | 6-2, 7-5         |
| 1958 | Francesca Gordigiani   | S. Galtier                  | 6-3, 2-6, 6-2    |
| 1959 | Joan Cross             | Michelle Rucquoy            | 6-1, 6-4         |
| 1960 | Françoise Dürr         | Michelle Rucquoy            | 6-0, 6-1         |
| 1961 | Robyn Ebbern           | Françoise Courteix          | 6-1, 6-3         |
| 1962 | Kaye Dening            | Robyn Ebbern                | 1-6, 6-1, 6-3    |
| 1963 | Monique Salfati        | Annette van Zyl             | 6-2, 4-6, 6-1    |
| 1964 | Nicole Seghers         | Elena Subirats              | 6-3, 6-3         |
| 1965 | Esmé Emanuel           | Elena Subirats              | 6-4, 6-2         |
| 1966 | Odile de Roubin        | Marion Cristiani            | 6-4, 6-3         |
| 1967 | Corinne Molesworth     | Patricia Montano            | 3-6, 6-4, 6-4    |
| 1968 | Lesley Hunt            | Jevgenia Izopajtyse         | 6-4, 6-2         |
| 1969 | Kazuko Sawamatsu       | Anne-Marie Cassaigne        | 6-2, 6-0         |
| 1970 | Veronica Burton        | Renáta Tomanová             | 6-4, 6-4         |
| 1971 | Jelena Granatoerova    | Florence Guédy              | 2-6, 6-4, 7-5    |
| 1972 | Renáta Tomanová        | Mima Jaušovec               | 6-2, 6-3         |
| 1973 | Mima Jaušovec          | Regina Maršíková            | 6-3, 6-2         |
| 1974 | Mariana Simionescu     | Sue Barker                  | 6-3, 6-3         |
| 1975 | Regina Maršíková       | Linda Mottram               | 6-3, 5-7, 6-2    |
| 1976 | Michelle Tyler         | Manuela Zon                 | 6-1, 6-3         |
| 1977 | Anne Smith             | Hana Strachoňová            | 6-3, 7-6         |
| 1978 | Hana Mandlíková        | Maria Rothschild            | 6-0, 6-1         |
| 1979 | Lena Sandin            | Mary-Lou Piatek             | 6-3, 6-1         |
| 1980 | Kathy Horvath          | Kelly Henry                 | 6–2, 6–2         |
| 1981 | Bonnie Gadusek         | Helena Suková               | 6-7, 6-1, 6-4    |
| 1982 | Manuela Maleeva        | Penny Barg                  | 7-5, 6-2         |
| 1983 | Pascale Paradis        | Debbie Spence               | 7-6, 6-3         |
| 1984 | Gabriela Sabatini      | Katerina Maleeva            | 6-3, 5-7, 6-3    |
| 1985 | Laura Garrone          | Dianne Van Rensburg         | 6–1, 6–3         |
| 1986 | Patricia Tarabini      | Nicole Provis               | 6-3, 6-3         |
| 1987 | Natallja Zverava       | Jana Pospíšilová            | 6-0, 6-1         |
| 1988 | Julie Halard           | Andrea Farley               | 6–2, 4–6, 7–5    |
| 1989 | Jennifer Capriati      | Eva Švíglerová              | 6–4, 6–0         |
| 1990 | Magdalena Maleeva      | Tatiana Ignatieva           | 6-2, 6-3         |
| 1991 | Anna Smashnova         | Inés Gorrochategui          | 2–6, 7–5, 6–1    |
| 1992 | Rossana de los Ríos    | Paola Suárez                | 6–4, 6–0         |
| 1993 | Martina Hingis         | Laurence Courtois           | 7–5, 7–5         |
| 1994 | Martina Hingis         | Sonya Jeyaseelan            | 6–3, 6–1         |
| 1995 | Amélie Cocheteux       | Marlene Weingärtner         | 7–5, 6–4         |
| 1996 | Amélie Mauresmo        | Meghann Shaughnessy         | 6-0, 6-4         |
| 1997 | Justine Henin          | Cara Black                  | 4–6, 6–4, 6–4    |
| 1998 | Nadja Petrova          | Jelena Dokić                | 6-3, 6-3         |
| 1999 | Lourdes Domínguez Lino | Stéphanie Foretz            | 6-4, 6-4         |
| 2000 | Virginie Razzano       | María Emilia Salerni        | 5-7, 6-4, 8-6    |
| 2001 | Kaia Kanepi            | Svetlana Koeznetsova        | 6-3, 1-6, 6-2    |
| 2002 | Angelique Widjaja      | Ashley Harkleroad           | 3-6, 6-1, 6-4    |
| 2003 | Anna-Lena Grönefeld    | Vera Doesjevina             | 6-4, 6-4         |
| 2004 | Sesil Karatantcheva    | Mădălina Gojnea             | 6-4, 6-0         |
| 2005 | Ágnes Szávay           | Ioana Raluca Olaru          | 6-2, 6-1         |
| 2006 | Agnieszka Radwańska    | Anastasija Pavljoetsjenkova | 6-4, 6-1         |
| 2007 | Alizé Cornet           | Mariana Duque Mariño        | 4-6, 6-1, 6-0    |
| 2008 | Simona Halep           | Elena Bogdan                | 6-4, 6-7(3), 6-2 |
| 2009 | Kristina Mladenovic    | Darja Gavrilova             | 6-3, 6-2         |
| 2010 | Elina Svitolina        | Ons Jabeur                  | 6-2, 7-5         |
| 2011 | Ons Jabeur             | Mónica Puig                 | 7-6(8), 6-1      |
| 2012 | Annika Beck            | Anna Karolína Schmiedlová   | 3-6, 7-5, 6-3    |
| 2013 | Belinda Bencic         | Antonia Lottner             | 6-1, 6-3         |
| 2014 | Darja Kasatkina        | Ivana Jorović               | 6-7, 6-2, 6-3    |
| 2015 | Paula Badosa Gibert    | Anna Kalinskaja             | 6-3, 6-3         |
| 2016 | Rebeka Masarova        | Amanda Anisimova            | 7-5, 7-5         |
| 2017 | Whitney Osuigwe        | Claire Liu                  | 6-4, 6-7, 6-3    |
| 2018 | Cori Gauff             | Caty McNally                | 1-6, 6-3, 7-6    |
| 2019 | Chloe Beck             | Emma Navarro                | 6-1, 6-2         |
| 2020 | Elsa Jacquemot         | Alina Tsjarajeva            | 4–6, 6–4, 6–2    |
| 2021 | Linda Nosková          | Erika Andrejeva             | 7–6(7–3), 6–3    |
| 2022 | Lucie Havlíčková       | Solana Sierra               | 6-3, 6-3         |
| 2023 | Alina Kornejeva        | Lucciana Pérez Alarcón      | 7-6, 6-3         |
| 2024 | Tereza Valentová       | Laura Samson                | 6-3, 7-6         |
| 2025 | Lilli Tagger           | Hannah Klugman              | 6-2, 6-0         |

### Jongensdubbelspel
| Jaar | Winnaars                                            | Verliezend finalisten                 | Uitslag             |
| ---- | --------------------------------------------------- | ------------------------------------- | ------------------- |
| 1981 | Barry Moir Michael Robertson                        |                                       |                     |
| 1982 | Pat Cash John Frawley                               |                                       |                     |
| 1983 | Mark Kratzmann Simon Youl                           |                                       |                     |
| 1984 | Luke Jensen Patrick McEnroe                         |                                       |                     |
| 1985 | Petr Korda Cyril Suk                                | Vladimir Gabrichidze Aleksandr Volkov | 4–6, 6–0, 7–5       |
| 1986 | Franco Davín Guillermo Pérez Roldán                 |                                       |                     |
| 1987 | Jim Courier Jonathan Stark                          | Franco Davín Guillermo Pérez Roldán   | 6-7, 6-4, 6-3       |
| 1988 | Jason Stoltenberg Todd Woodbridge                   | Cristiano Caratti Goran Ivanišević    | 7-6, 7-5            |
| 1989 | Johan Anderson Todd Woodbridge                      | Luis Herrera Mark Knowles             | 6-3, 4-6, 6-2       |
| 1990 | Sébastien Leblanc Sébastien Lareau                  | Clinton Marsh Marcos Ondruska         | 7-6, 6-7, 9-7       |
| 1991 | Thomas Enqvist Magnus Martinelle                    | Julian Knowle Johannes Unterberger    | 6-1, 6-3            |
| 1992 | Enrique Abaroa Grant Doyle                          | Jevgeni Kafelnikov Alex Rădulescu     | 7-6(0), 6-3         |
| 1993 | Steven Downs James Greenhalgh                       | Neville Godwin Gareth Williams        | 6–1, 6–1            |
| 1994 | Gustavo Kuerten Nicolás Lapentti                    | Maxime Boyé Nicolas Escudé            | 6–2, 6–4            |
| 1995 | Raemon Sluiter Peter Wessels                        | Justin Gimelstob Ryan Wolters         | 7–6, 7–5            |
| 1996 | Sébastien Grosjean Olivier Mutis                    | Jan-Ralph Brandt Daniel Elsner        | 6-2, 6-3            |
| 1997 | José de Armas Luis Horna                            | Arnaud Di Pasquale Julien Jeanpierre  | 6–4, 2–6, 7–5       |
| 1998 | José de Armas Fernando González                     | Juan Carlos Ferrero Feliciano López   | 6-7, 7-5, 6-3       |
| 1999 | Irakli Labadze Lovro Zovko                          | Kristian Pless Olivier Rochus         | 6-1, 7-6            |
| 2000 | Marc López Tommy Robredo                            | Joachim Johansson Andy Roddick        | 7-6(2), 6-0         |
| 2001 | Alejandro Falla Carlos Salamanca                    | Markus Bayer Philipp Petzschner       | 3-6, 7-5, 6-4       |
| 2002 | Markus Bayer Philipp Petzschner                     | Ryan Henry Todd Reid                  | 7–5, 6–4            |
| 2003 | György Balázs Dudi Sela                             | Kamil Čapkovič Lado Chikhladze        | 5-7, 6-1, 6-2       |
| 2004 | Pablo Andújar Marcel Granollers                     | Alex Kuznetsov Mischa Zverev          | 6–3, 6–2            |
| 2005 | Emiliano Massa Leonardo Mayer                       | Sergej Boebka Jérémy Chardy           | 2–6, 6–3, 6–4       |
| 2006 | Emiliano Massa Kei Nishikori                        | Valeri Roednev Artoer Tsjernov        | 2-6, 6-1, 6-2       |
| 2007 | Thomas Fabbiano Andrei Karatchenia                  | Kellen Damico Jonathan Eysseric       | 6-4, 6-0            |
| 2008 | Henri Kontinen Christopher Rungkat                  | Jaan-Frederik Brunken Matt Reid       | 6–0, 6–3            |
| 2009 | Marin Draganja Dino Marcan                          | Guilherme Clézar Huang Liang-chi      | 6–3, 6–2            |
| 2010 | Duilio Beretta Roberto Quiroz                       | Facundo Argüello Agustín Velotti      | 6–4, 1–6, [10-7]    |
| 2011 | Andrés Artuñedo Roberto Carballés                   | Mitchell Krueger Shane Vinsant        | 5–7, 7–6(5), [10–5] |
| 2012 | Andrew Harris Nick Kyrgios                          | Adam Pavlásek Václav Šafránek         | 6–4, 2–6, [10–7]    |
| 2013 | Kyle Edmund Frederico Ferreira Silva                | Cristian Garín Nicolás Jarry          | 6–2, 6–4            |
| 2014 | Benjamin Bonzi Quentin Halys                        | Lucas Miedler Akira Santillan         | 6–3, 6–3            |
| 2015 | Álvaro López San Martín Jaume Munar                 | William Blumberg Tommy Paul           | 6–4, 6–2            |
| 2016 | Yshai Oliel Patrik Rikl                             | Chung Yun-seong Orlando Luz           | 6–3, 6–4            |
| 2017 | Nicola Kuhn Zsombor Piros                           | Vasil Kirkov Danny Thomas             | 6–4, 6–4            |
| 2018 | Ondřej Štyler Naoki Tajima                          | Ray Ho Tseng Chun-hsin                | 6–4, 6–4            |
| 2019 | Matheus Pucinelli de Almeida Thiago Agustín Tirante | Flavio Cobolli Dominic Stricker       | 7–6(3), 6–4         |
| 2020 | Flavio Cobolli Dominic Stricker                     | Bruno Oliveira Natan Rodrigues        | 6–2, 6–4            |
| 2021 | Arthur Fils Giovanni Mpetshi Perricard              | Martin Katz German Samofalov          | 7–5, 6–2            |
| 2022 | Edas Butvilas Mili Poljičak                         | Gonzalo Bueno Ignacio Buse            | 6–4, 6–0            |
| 2023 | Jaroslav Demin Rodrigo Pacheco Méndez               | Lorenzo Sciahbasi Gabriele Vulpitta   | 6-2, 6-3            |
| 2024 | Nicolai Budkov Kjær Joel Schwärzler                 | Federico Cinà Rei Sakamoto            | 6-4, 7-6            |
| 2025 | Oskari Paldanius Alan Ważny                         | Noah Johnston Benjamin Willwerth      | 6-2, 6-3            |

### Meisjesdubbelspel
| Jaar | Winnaressen                                         | Verliezend finalistes                            | Uitslag          |
| ---- | --------------------------------------------------- | ------------------------------------------------ | ---------------- |
| 1981 | Sophie Amiach Corinne Vanier                        |                                                  |                  |
| 1982 | Beth Herr Janet Lagasse                             |                                                  |                  |
| 1983 | Carin Anderholm Helena Olsson                       |                                                  |                  |
| 1984 | Digna Ketelaar Simone Schilder                      |                                                  |                  |
| 1985 | Mariana Pérez Roldán Patricia Tarabini              | Andrea Holíková Radomira Zrubáková               | 6–3, 5–7, 6–4    |
| 1986 | Leila Meschi Natallja Zverava                       |                                                  |                  |
| 1987 | Natalia Medvedeva Natallja Zverava                  | Michelle Jaggard Nicole Provis                   | 6-3, 6-3         |
| 1988 | Alexia Dechaume Emmanuelle Derly                    | Julie Halard Maïder Laval                        | 6-4, 3-6, 6-3    |
| 1989 | Nicole Pratt Wang Shi-ting                          | Cathy Caverzasio Silvia Farina                   | 7-5, 3-6, 8-6    |
| 1990 | Ruxandra Dragomir Irina Spîrlea                     | Tatiana Ignatieva Iryna Soechova                 | 6-3, 6-1         |
| 1991 | Eva Bes Inés Gorrochategui                          | Zdeňka Málková Eva Martincová                    | 6-1, 6-3         |
| 1992 | Laurence Courtois Nancy Feber                       | Lindsay Davenport Chanda Rubin                   | 6-1, 5-7, 6-4    |
| 1993 | Laurence Courtois Nancy Feber                       | Lara Bitter Maaike Koutstaal                     | 3–6, 6–1, 6–3    |
| 1994 | Martina Hingis Henrieta Nagyová                     | Lenka Cenková Ludmila Richterová                 | 6–3, 6–2         |
| 1995 | Corina Morariu Ludmila Varmužová                    | Alice Canepa Giulia Casoni                       | 7–6, 7–5         |
| 1996 | Alice Canepa Giulia Casoni                          | Anna Koernikova Ludmila Varmužová                | 6-2, 5-7, 7-5    |
| 1997 | Cara Black Irina Seljoetina                         | Maja Matevžič Katarina Srebotnik                 | 6–0, 5–7, 7–5    |
| 1998 | Kim Clijsters Jelena Dokić                          | Jelena Dementjeva Nadja Petrova                  | 6-4, 7-6         |
| 1999 | Flavia Pennetta Roberta Vinci                       | Mia Buric Kim Clijsters                          | 7-5, 5-7, 6-4    |
| 2000 | María José Martínez Sánchez Anabel Medina Garrigues | Matea Mezak Dinara Safina                        | 6-0, 6-1         |
| 2001 | Petra Cetkovská Renata Voráčová                     | Neyssa Etienne Annette Kolb                      | 6-3, 3-6, 6-3    |
| 2002 | Anna-Lena Grönefeld Barbora Strýcová                | Hsieh Su-wei Svetlana Koeznetsova                | 7-5, 7-5         |
| 2003 | Marta Fraga Pérez Adriana González Peñas            | Kateřina Böhmová Michaëlla Krajicek              | 6-0, 6-3         |
| 2004 | Kateřina Böhmová Michaëlla Krajicek                 | Irina Kotkina Jaroslava Sjvedova                 | 6-3, 6-2         |
| 2005 | Viktoryja Azarenka Ágnes Szávay                     | Ioana Raluca Olaru Amina Rachim                  | 4-6, 6-4, 6-0    |
| 2006 | Sharon Fichman Anastasija Pavljoetsjenkova          | Agnieszka Radwańska Caroline Wozniacki           | 6–7, 6–2, 6–1    |
| 2007 | Ksenia Milevskaya Urszula Radwańska                 | Sorana Cîrstea Alexa Glatch                      | 6-1, 6-4         |
| 2008 | Polona Hercog Jessica Moore                         | Lesley Kerkhove Arantxa Rus                      | 5-7, 6-1, [10-7] |
| 2009 | Elena Bogdan Noppawan Lertcheewakarn                | Tímea Babos Heather Watson                       | 3-6, 6-3, [10-8] |
| 2010 | Tímea Babos Sloane Stephens                         | Lara Arruabarrena Vecino María Teresa Torró Flor | 6-2, 6-3         |
| 2011 | Irina Chromatsjova Maryna Zanevska                  | Viktorija Kan Demi Schuurs                       | 6-4, 7-5         |
| 2012 | Darja Gavrilova Irina Chromatsjova                  | Montserrat González Beatriz Haddad Maia          | 4-6, 6-4, [10-8] |
| 2013 | Barbora Krejčíková Kateřina Siniaková               | Doménica González Beatriz Haddad Maia            | 7-5, 6-2         |
| 2014 | Ioana Ducu Ioana Loredana Roșca                     | Catherine Bellis Markéta Vondroušová             | 6-1, 5-7, [11-9] |
| 2015 | Miriam Kolodziejová Markéta Vondroušová             | Caroline Dolehide Katerina Stewart               | 6-0, 6-3         |
| 2016 | Paula Arias Manjón Olga Danilović                   | Olesja Pervoesjina Anastasija Potapova           | 3-6, 6-3, [10-8] |
| 2017 | Bianca Andreescu Carson Branstine                   | Olesja Pervoesjina Anastasija Potapova           | 6-1, 6-3         |
| 2018 | Caty McNally Iga Świątek                            | Yuki Naito Naho Sato                             | 6-2, 7-5         |
| 2019 | Chloe Beck Emma Navarro                             | Alina Tsjarajeva Anastasija Tichonova            | 6-1, 6-2         |
| 2020 | Eleonora Alvisi Lisa Pigato                         | Maria Bondarenko Diana Sjnajder                  | 7–6(3), 6–4      |
| 2021 | Alexandra Eala Oksana Selechmetjeva                 | Maria Bondarenko Amarissa Tóth                   | 6-0, 7-5         |
| 2022 | Sára Bejlek Lucie Havlíčková                        | Nikola Bartůňková Céline Naef                    | 6–3, 6–3         |
| 2023 | Tyra Caterina Grant Clervie Ngounoue                | Alina Kornejeva Sara Saito                       | 6-3, 6-2         |
| 2024 | Renáta Jamrichová Tereza Valentová                  | Tyra Caterina Grant Iva Jovic                    | 6-4, 6-4         |
| 2025 | Eva Bennemann Sonja Zhenikhova                      | Alena Kovačková Jana Kovačková                   | 4–6, 6–4, [10–8] |

## Junioren Rolstoeltennis

### Jongensenkelspel
| Jaar | Winnaar            | Verliezend finalist | Uitslag       |
| ---- | ------------------ | ------------------- | ------------- |
| 2024 | Maximilian Taucher | Ivar van Rijt       | 6–7, 6–0, 6–3 |
| 2025 | Maximilian Taucher | Charlie Cooper      | 6–2, 7–6      |

### Meisjesenkelspel
| Jaar | Winnares        | Verliezend finaliste | Uitslag       |
| ---- | --------------- | -------------------- | ------------- |
| 2024 | Ksenia Chasteau | Maylee Phelps        | 6–2, 6–3      |
| 2025 | Vitória Miranda | Sabina Czauz         | 2–6, 6–4, 7–6 |

### Jongensdubbelspel
| Jaar | Winnaars                          | Verliezend finalisten             | Uitslag  |
| ---- | --------------------------------- | --------------------------------- | -------- |
| 2024 | Ruben Harris Maximilian Taucher   | Yassin Hill Ivar van Rijt         | 7–5, 6–4 |
| 2025 | Charlie Cooper Maximilian Taucher | Luiz Calixto Alexander Lantermann | 6–4, 6–0 |

### Meisjesdubbelspel
| Jaar | Winnaressen                   | Verliezend finalistes         | Uitslag           |
| ---- | ----------------------------- | ----------------------------- | ----------------- |
| 2024 | Ksenia Chasteau Maylee Phelps | Vitória Miranda Yuma Takamuro | 3–6, 6–0, [18–16] |
| 2025 | Luna Gryp Vitória Miranda     | Sabina Czauz Emma Gjerseth    | 6–3, 6–2          |